# Raadhuis van Haarlemmermeer
In de gemeente Haarlemmermeer is het eerste Raadhuis van Haarlemmermeer in 1867 in gebruik genomen. Sinds de jaren 80 van de twintigste eeuw is het Raadhuis gevestigd aan het Raadhuisplein te Hoofddorp.

## Geschiedenis

### Oude Raadhuis
Het eerste gemeentehuis van Haarlemmermeer werd gebouwd op initiatief van burgemeester Jacob P. Amersfoordt aan de Hoofdweg in Hoofddorp, toen nog Kruisdorp geheten. Dit raadhuis werd verlaten nadien het nieuw gebouwde raadhuis aan het Raadhuisplein gereed kwam.

### Raadhuis (1977 - 2022)
Al in 1947 was behoefte aan een nieuw onderkomen vanwege ruimtegebrek, maar pas begin jaren zeventig werd het huisvestingsprobleem echt aangepakt. 
Door de groei van de gemeente was er in 1947 al behoefte aan een nieuw onderkomen vanwege ruimtegebrek. Jarenlange discussies over de plek waar het raadhuis moest worden gebouwd volgde. Begin jaren '70 werd het huisvestingsprobleem van de gemeente echt aangepakt en kreeg architectenbureau Brakel & Buma de opdracht. Er werd een lijst met criteria opgesteld waar de nieuwe locatie aan zou moeten voldoen. Naast een centrale ligging, goede bereikbaarheid en een logische band met het winkelcentrum, moest het worden gebouwd op gemeentegrond én op een plek die groot genoeg was voor eventuele uitbreidingen. De keuze van de locatie viel op het voormalige Concoursterrein aan de Nieuweweg. Gevolg van deze beslissing was dat de Prinses Julianamanege op het terrein moest worden gesloopt.
Met de bouw van dit Raadhuis werd in september 1977 begonnen. Burgemeester C. van Stam sloeg de eerste paal de grond in door met de ‘beleidsgroep raadhuisbouw’ een holle stalen pijp met beton te vullen. . Dit gemeentehuis was een ontwerp van architectenbureau Brakel & Buma. Het Raadhuis werd in 1980 opgeleverd.
In oktober 1980 wordt het nieuwe raadhuis in gebruik genomen en geopend door prins Claus en burgemeester van Stam. Drie jaar later wordt de centrale hal al te ‘open’ bevonden en verbouwd. Er wordt een prijsvraag uitgeschreven om de hal een intiemer karakter te geven. Kunstenaar Jan van IJzendoorn wint met een compositie van veertien kleine witmarmeren blokken waarop kan worden gezeten en daartussen vijf grote leistenen. Na vijftien jaar raakt de hal te vol en wordt het kunstwerk verwijderd. 

#### Architectuur
Architect Henk Brakel ontwierp in opdracht van de gemeente het nieuwe raadhuis. Brakel was in de gemeente al eerder actief betrokken als architect voor de nieuwbouwwijk Pax en later Overbos.
Eén van de belangrijkste uitgangspunten was de raadzaal die volgens Brakel dé plek was waar het hart van de gemeente klopt. De zaal kreeg een ronde vorm zodat tijdens vergaderingen inwoners zich rond de door hen gekozen gemeenteraad konden scharen. De vorm van de raadzaal was een verwijzing naar het stoomgemaal De Cruquius. De zuigerstangen die het Haarlemmermeer na vier jaar, in 1852, leegpompten vertaalde de architect in zijn ontwerp in uitstekende stijlen langs de gevel van de raadszaal. De kozijnen waren hol waardoor ze ook als radiator voor de cv kunnen worden gebruikt. De vloer van de raadzaal bevond zich op het voormalige NAP-niveau van het oorspronkelijke waterpeil. In de raadzaal was de vloer blauw wat de kleur van het water symboliseerde. De bankjes waaraan de raadsleden en wethouders zaten waren graankleurig, dat symboliseerde het gezegde Graan voor Visch, dat Haarlemmermeer de visvangst inruilde voor graan na de drooglegging. De publiekstribune was hoger gelegen dan de vloer waar de raadsbanken zich bevonden en had daarom een graankleurig tapijt. 
De achtermuur bestond uit bruine, schuin ingelegde bakstenen die het bewerkte boerenland moest voorstellen. Voor deze muur zaten de wethouders. Na de dualiseringswet van 2002 zaten enkel nog de voorzitter en de griffier voor deze muur. De laatste burgemeester die in deze raadzaal de voorzittershamer zwaaide, Marianne Schuurmans-Wijdeven, liet de muur echter voor de camerabeelden bedekken met het gemeentelogo. De lampen die in de raadzaal en burgerzaal hingen en stonden waren dezelfde soorten lampen en straatlantaarns die zich buiten in het centrum van Hoofddorp bevonden. De vergaderingen van de gemeenteraad worden vanwege die symboliek ook wel in Haarlemmermeer het 'Raadsplein' genoemd.
De vijver met fonteinen bij de ingang stond symbool voor de bodem van het Haarlemmermeer. De bouw hiervan zorgde voor de nodige hoofdbrekens, omdat bij bevriezing het bassin door kruiend ijs stuk kan gaan. Uiteindelijk werd gekozen voor een constructie waarbij de wanden naar boven toe breder uitliepen, zodat het eventuele ijs zich naar boven drukte en dus niet de wanden kon beschadigen. 

#### Sloop
Twee jaar na de opening van het raadhuis is het inwoneraantal bereikt dat pas achttien jaar later was verwacht. Aan de zuidkant van het gebouw wordt extra kantoorgelegenheid gerealiseerd. Het raadhuis zal met deze uitbreiding 100.000 inwoners moeten kunnen dienen, maar nog voor de oplevering wordt op 13 september 1991 de 100.000e inwoner van de gemeente geboren. Na de eeuwwisseling wordt in de binnentuin nog eens extra kantoorruimte gebouwd. In 2012 startte een verkennend onderzoek naar de toekomstige huisvesting. De onderhoudskosten van het gebouw zijn hoog, net als de kosten om het pand energiezuinig te maken, het gebouw voldeed niet meer aan de eisen van de tijd en was het sterk verouderd. Ook door gebrekkig onderhoud lekte het dak geregeld, moesten installaties worden vervangen en waren de kosten van onderhoud en energieverbruik hoog.
Het raadhuis dat nu na veertig jaar wordt gesloopt, was nog lang niet afgeschreven. In de boekhouding stond een afschrijftermijn van 66 jaar. De laatste paar jaar is dat versneld afgelost.
Na diverse onderzoeken wordt de raad voorgesteld om het raadhuis af te breken en de voorkant (centrale hal, raadzaal, burgerzaal) te behouden en volledig te restaureren en een gemeentekantoor aan de Burgemeester van der Willigenlaan te bouwen. Later kwam het college van B&W op dat voorstel terug en kwam met het plan om het volledige raadhuis af te breken en enkel de kelders in stand te houden. Nieuwbouw zou een goedkopere en efficiëntere optie zijn. Dit voorstel kwam op kritiek te staan van enkele oppositiepartijen en inwoners. 
Het oorspronkelijke plan was na de zomer van 2021 te verhuizen en de sloop vanaf 3 januari plaats te laten vinden. Echter vanwege de coronacrisis leverde dit enige vertraging op. Ook werd de sloop daarna nog uitgesteld tot na de gemeenteraadsverkiezingen van 15 maart 2022. Woensdag 6 april was de laatste dag dat de balies van Burgerzaken in het raadhuis open waren voor publiek. De gemeenteraad vergaderde voor het laatst in de raadzaal op 31 maart 2022. De dag daarvoor, op 30 maart, werd de nieuwe gemeenteraad voor de raadsperiode 2022-2026 nog geïnstalleerd.  
Het raadhuis werd op 10 april overhandigd aan de firma Vlasman. In juni van 2022 organiseerde Vlasman elke vrijdag in het raadhuis een 'rommelmarkt' in de centrale hal om alle overgebleven meubels, kunstwerken, interieurs, planten, etc. die de gemeente had achtergelaten te verkopen. In november van 2022 begonnen de eerste sloopwerkzaamheden. De personeelsingang en de extra kantoorruimte uit 2002 in de binnentuin werden toen gesloopt.
De sloop was destijds in 2021 geraamd op zo’n € 18,5 miljoen, maar werd met 14,5 miljoen overschreden in maart 2023. De verwachting was dat het raadhuis in 2022 gesloopt zou zijn. Uiteindelijk was het raadhuis in december 2023, inclusief de kelder, volledig gesloopt. 

#### Galerij

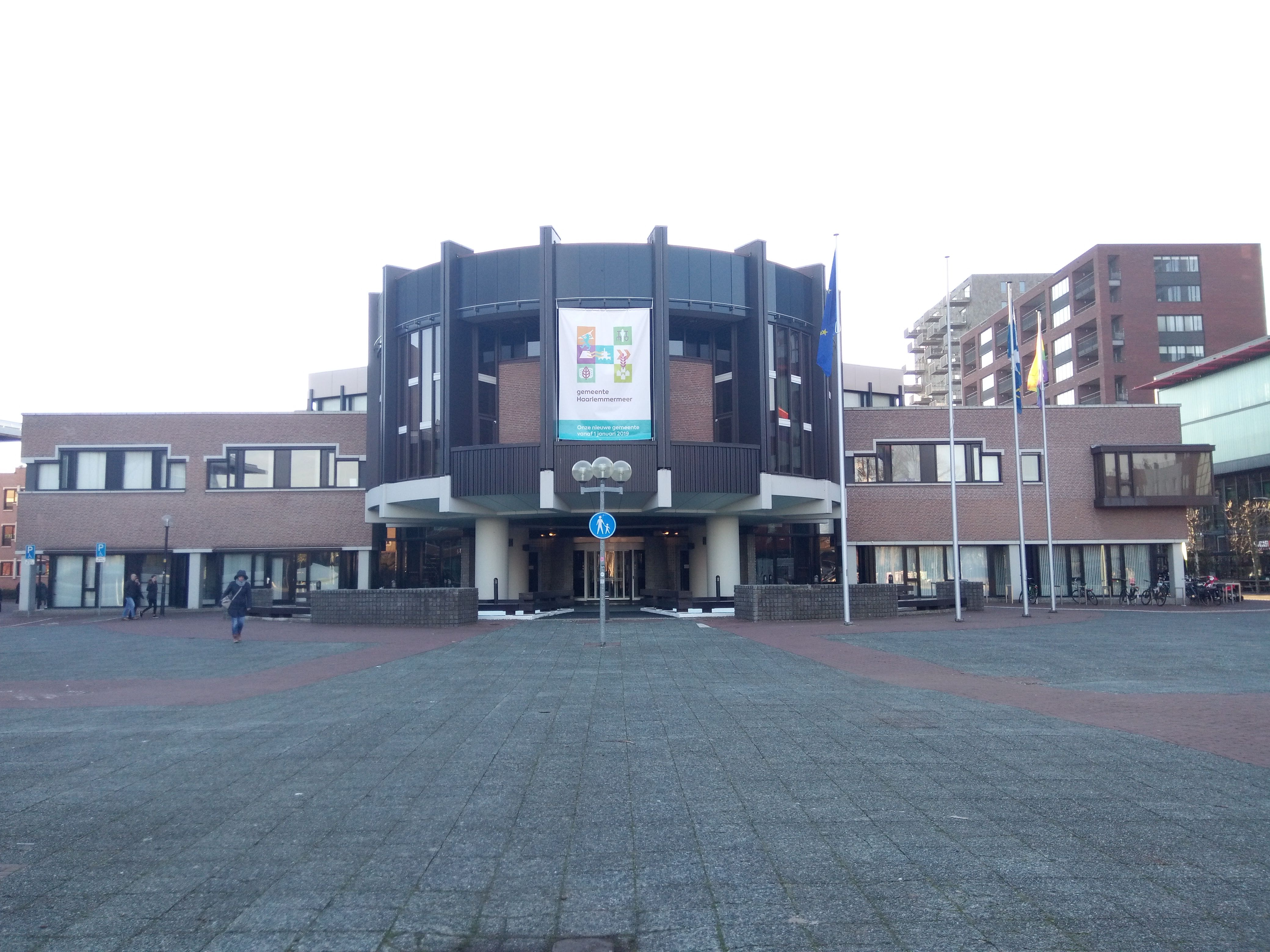
Voorzijde raadhuis
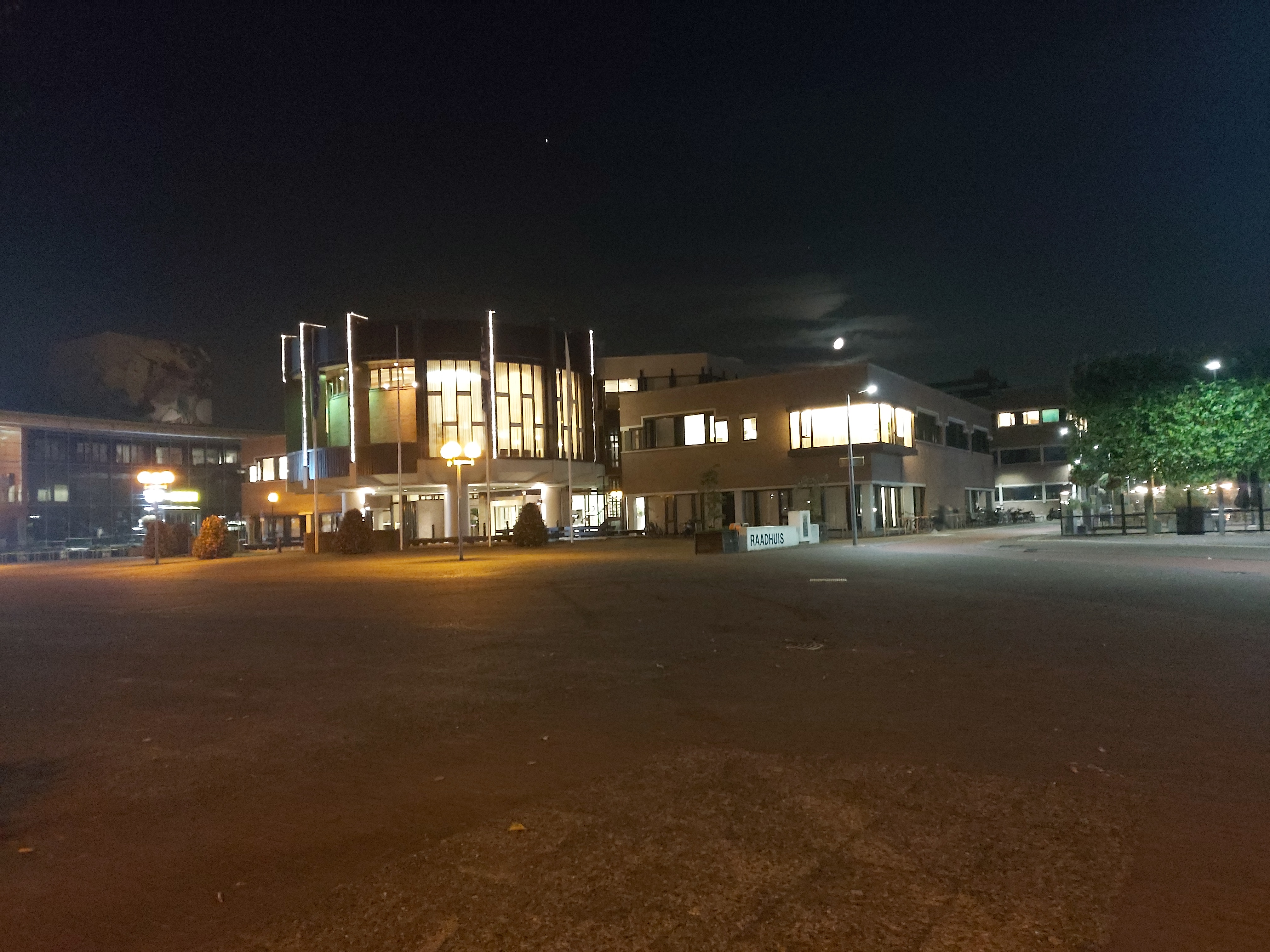
Bij nacht
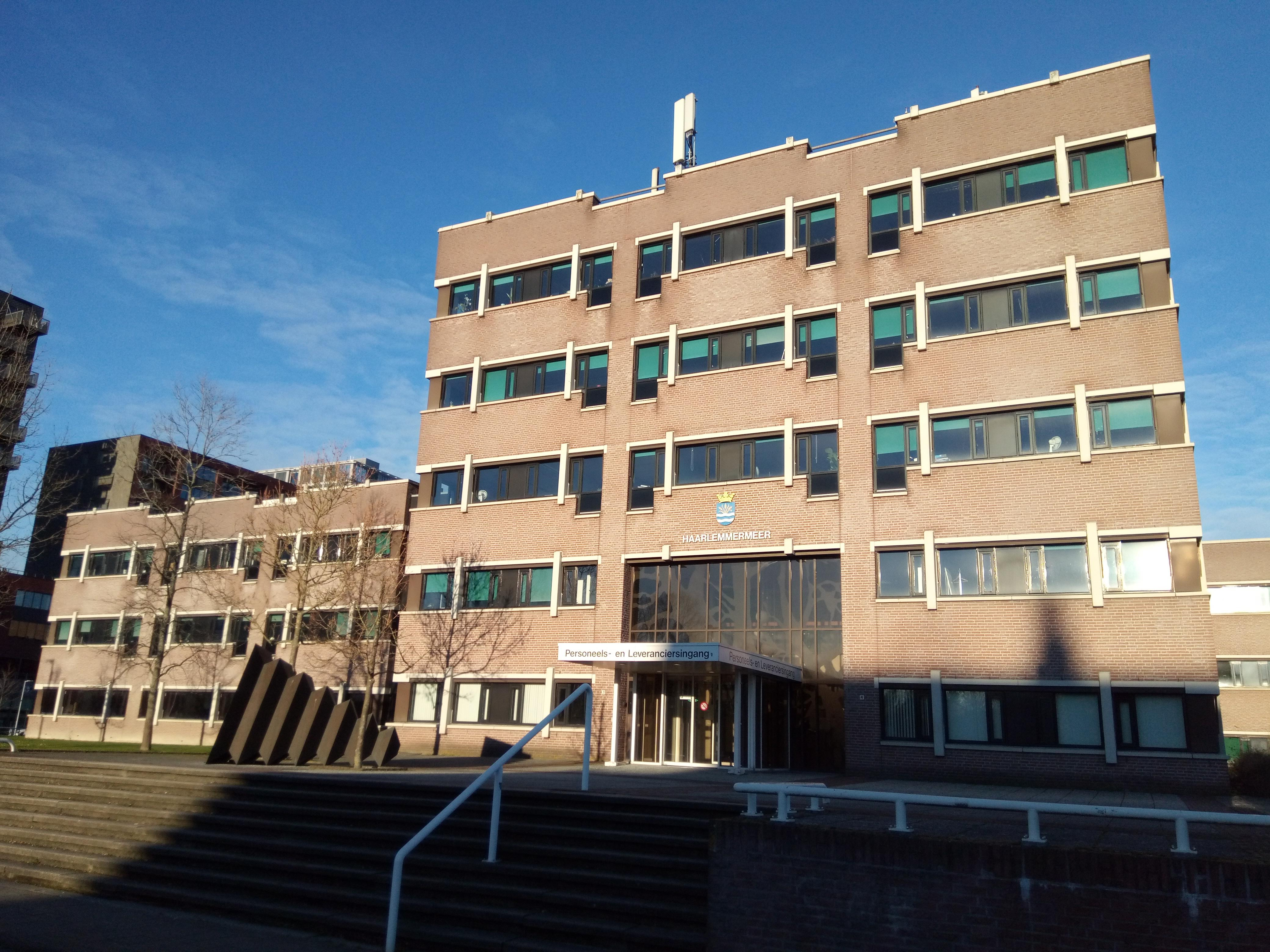
Personeels-en leveranciersingang (achterzijde)
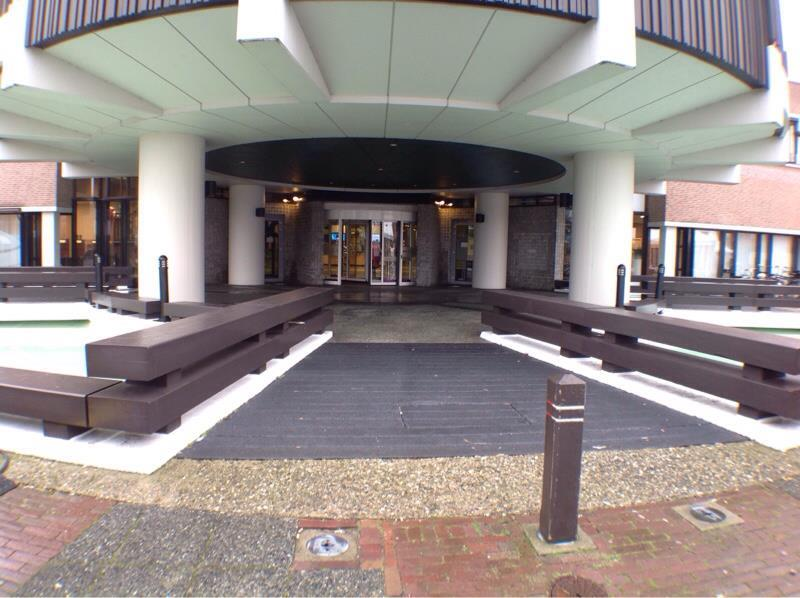
Entree
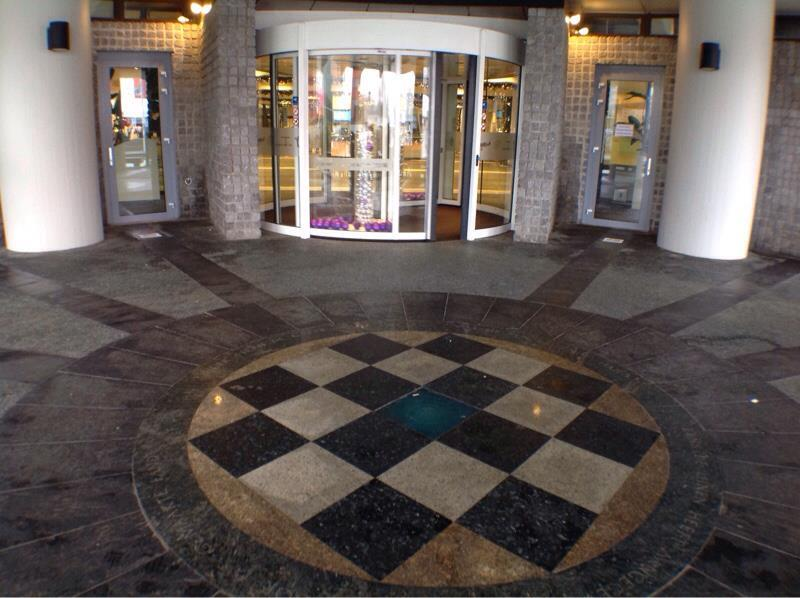
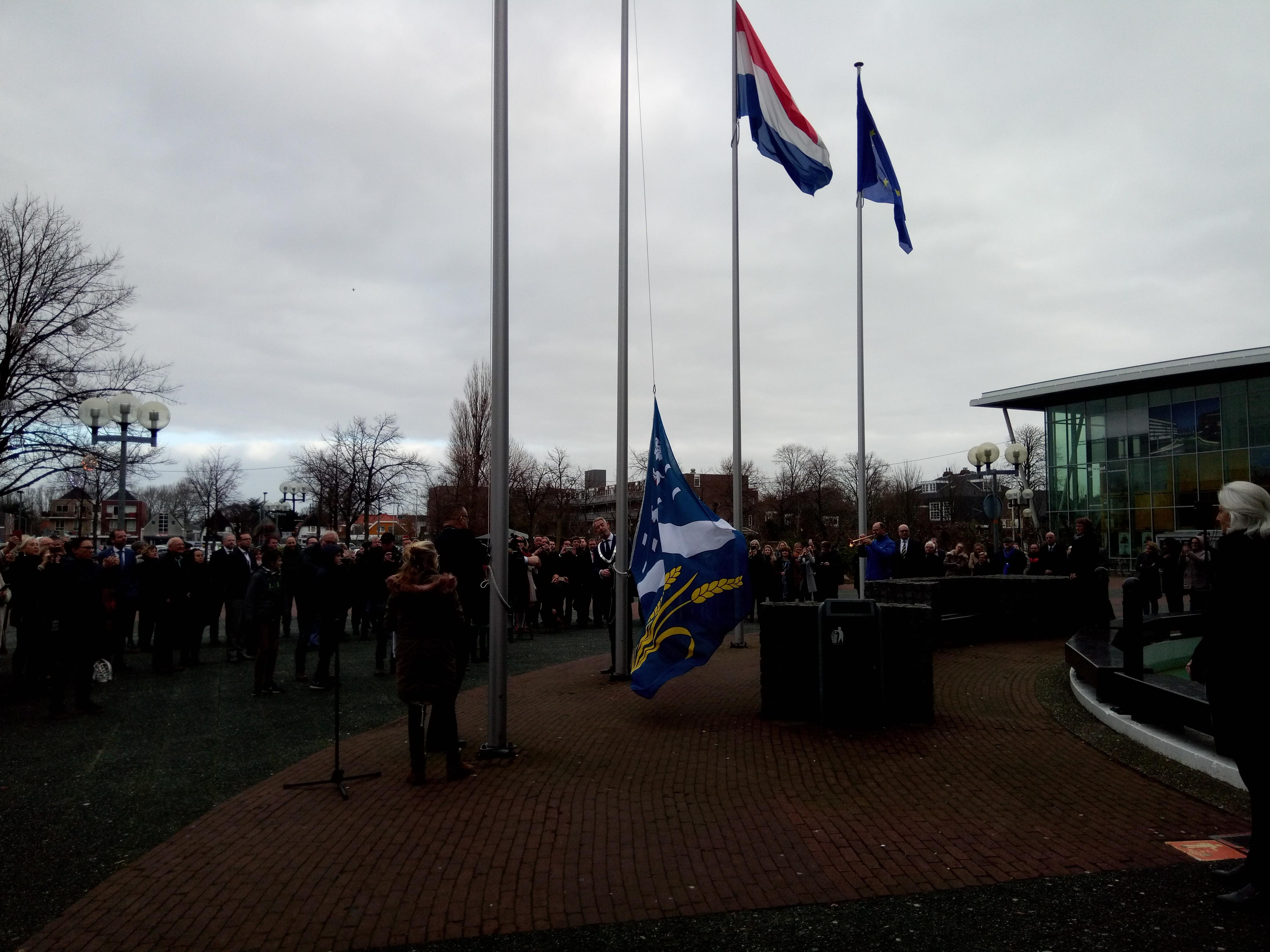
Wnd. Burgemeester Onno Hoes hijst de nieuwe gemeentevlag, 2 januari 2019
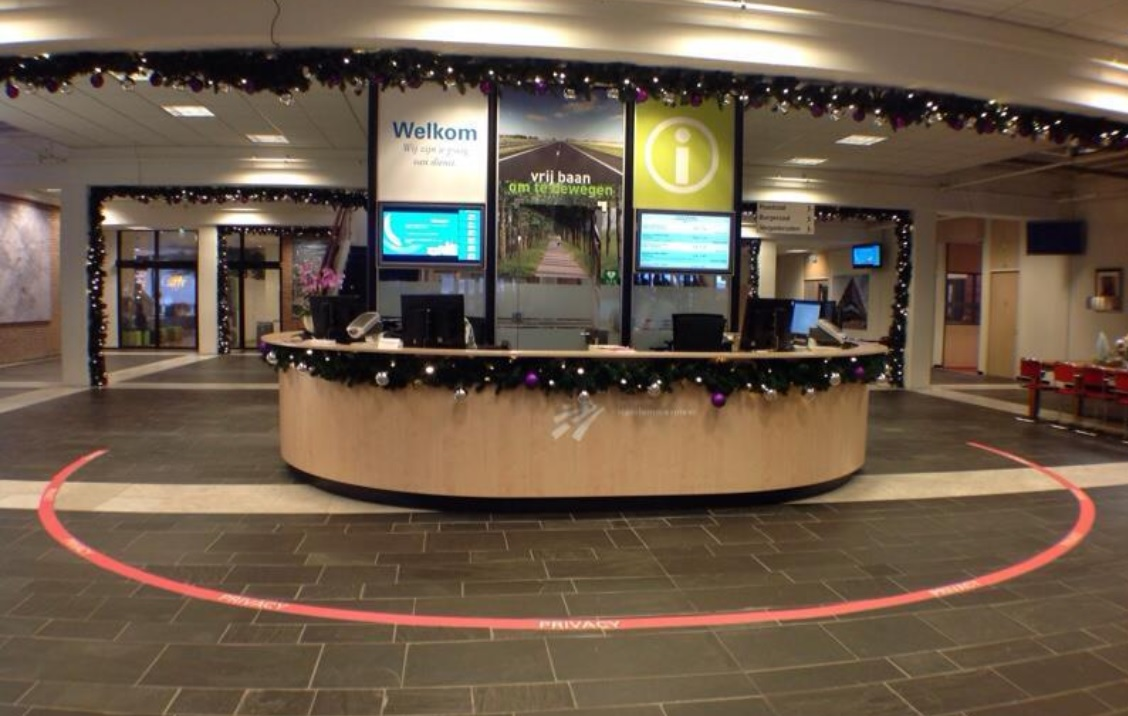
Receptie
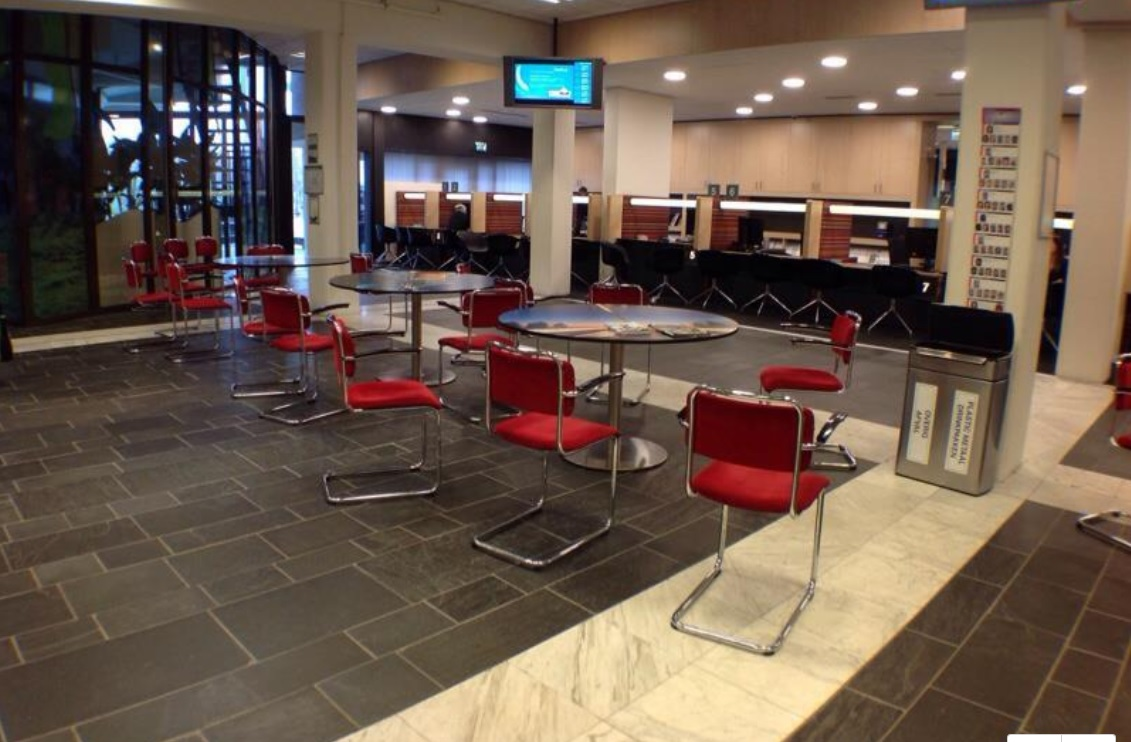
Balies Burgerzaken, 2018
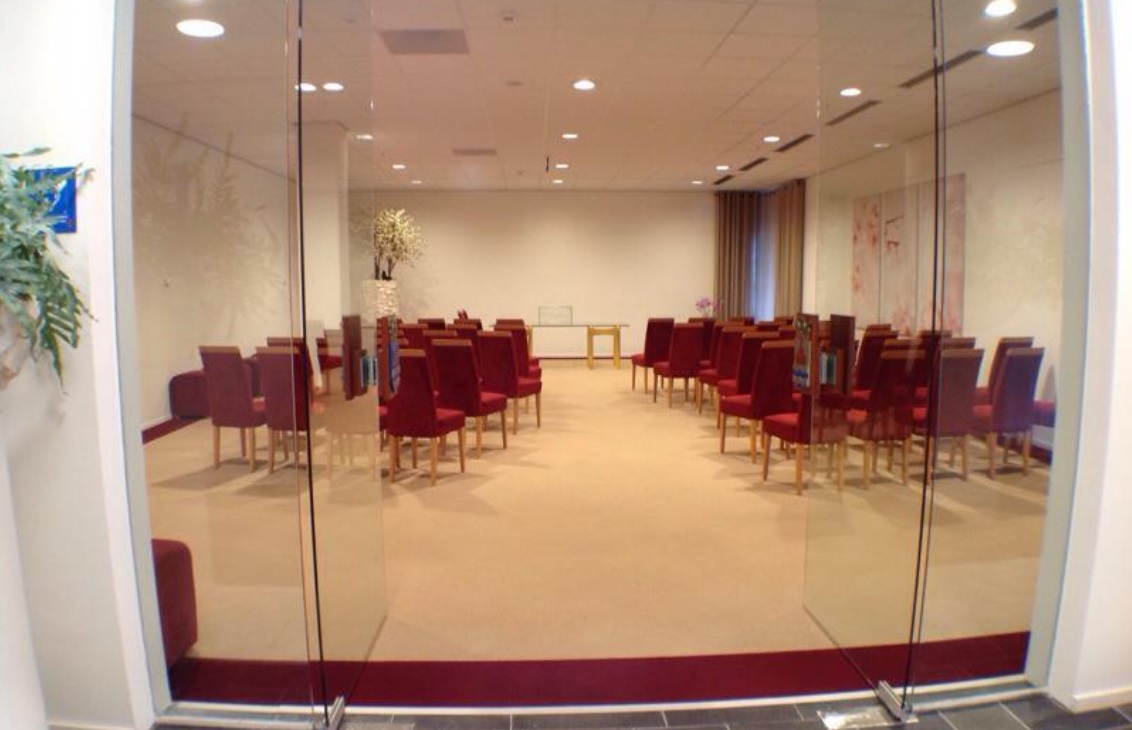
Trouwzaal
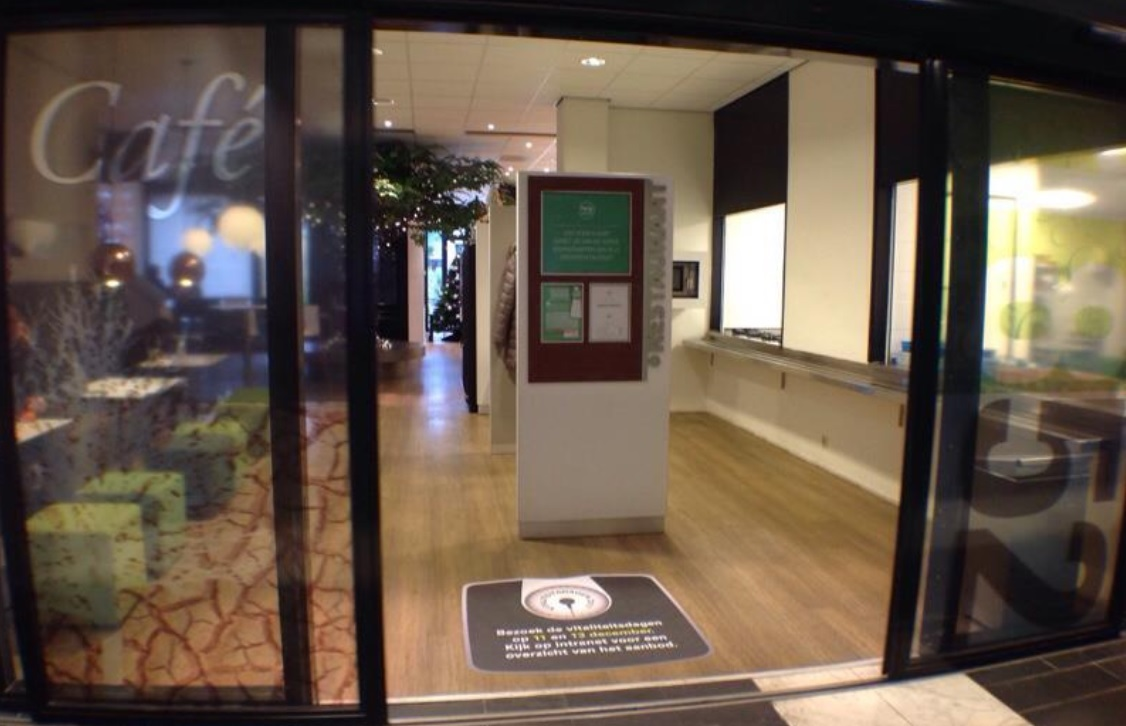
Cafe1852 (Personeelsrestaurant)
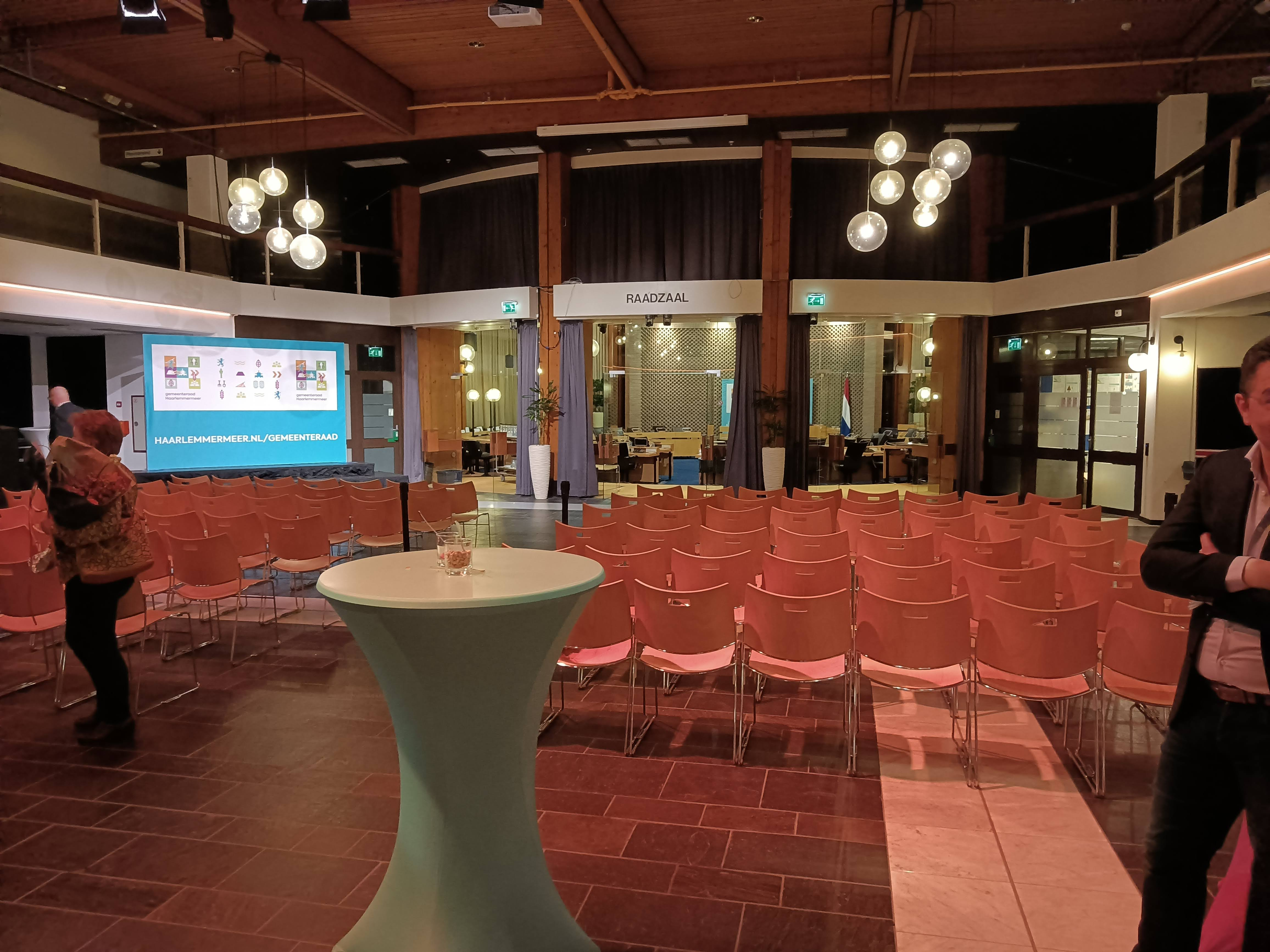
De Burgerzaal voor de raadzaal op de 1e verdieping
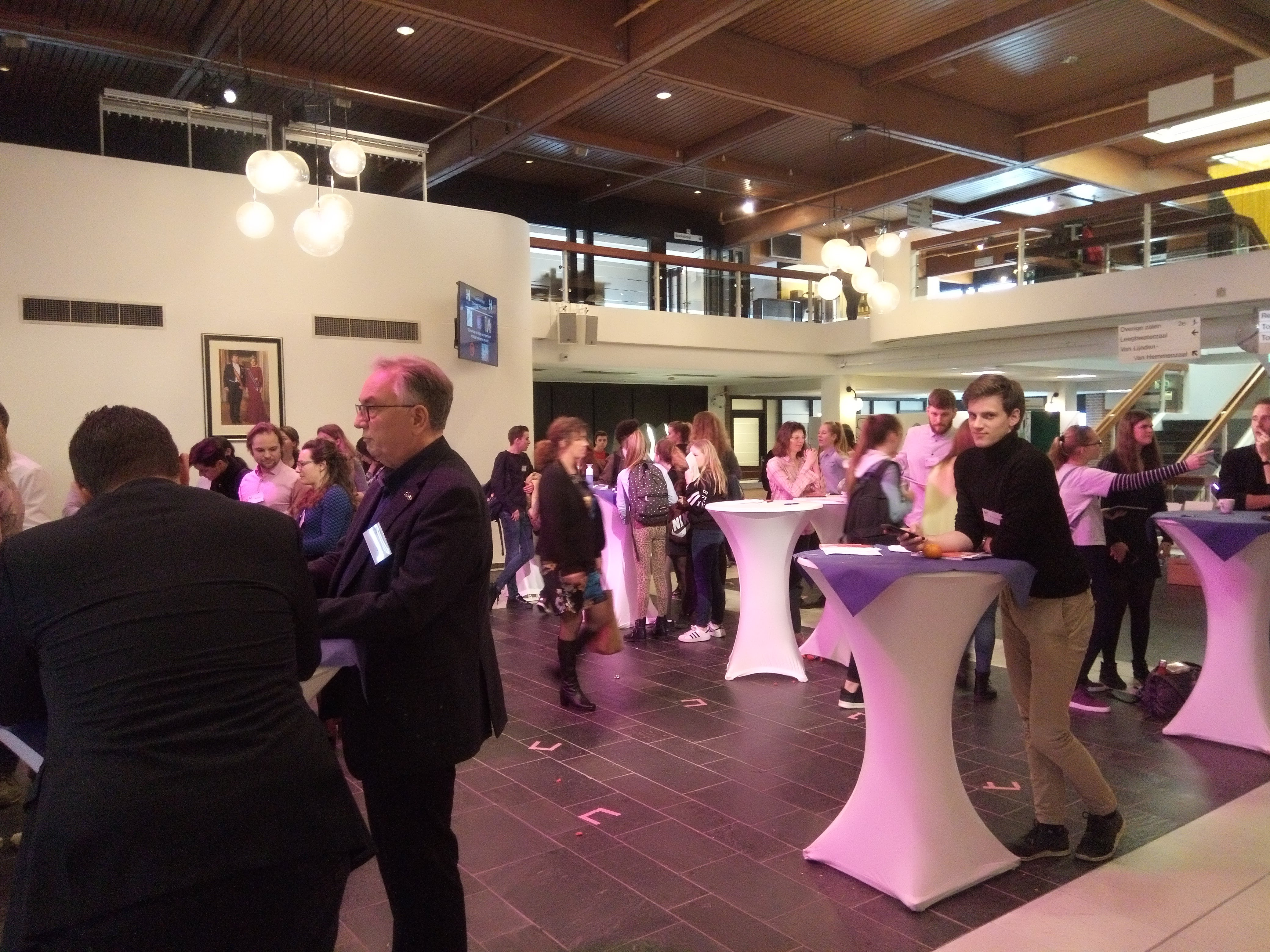
Burgerzaal
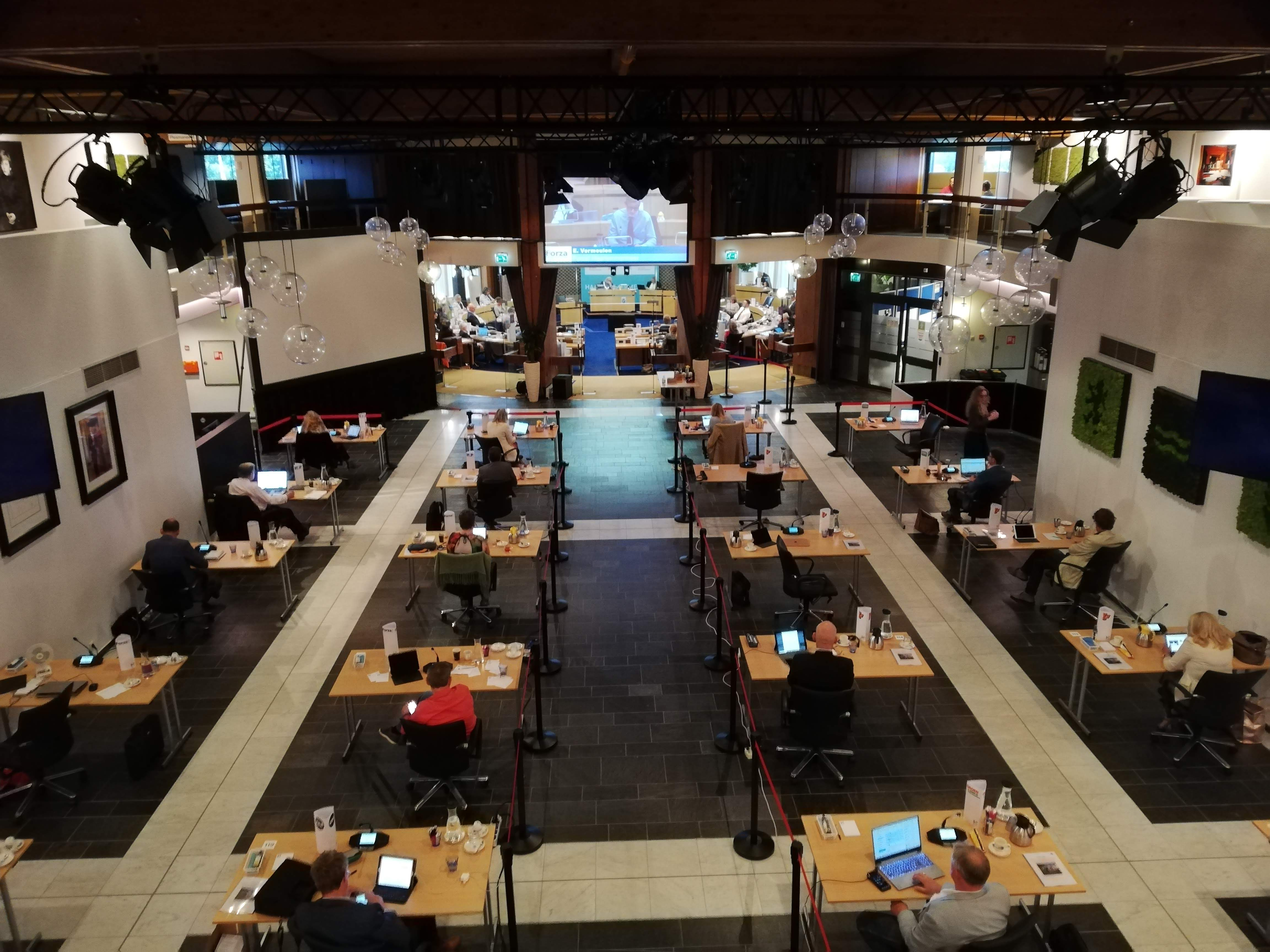
Ten tijde van corona vergaderde een deel van de gemeenteraad in de burgerzaal
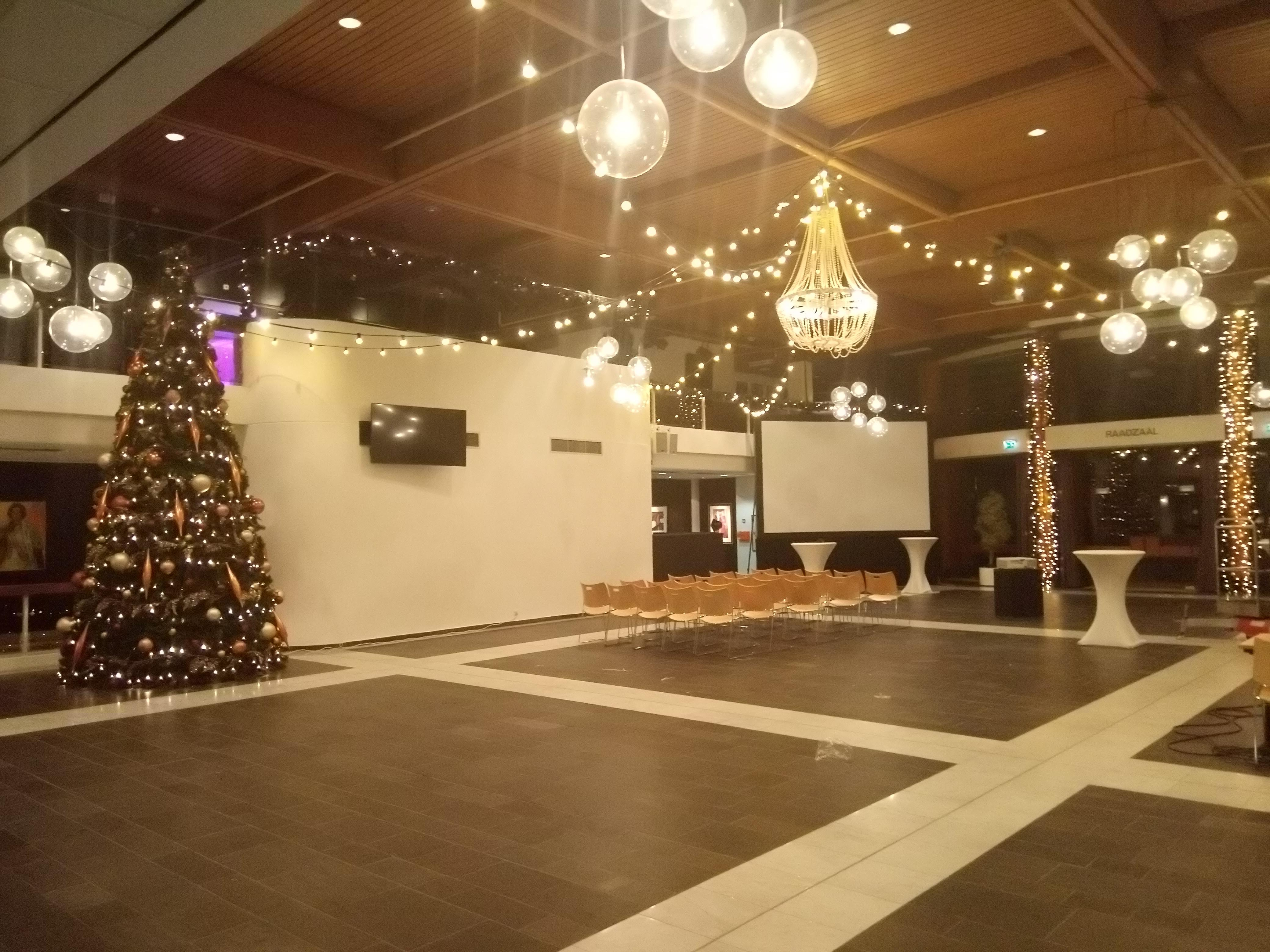
Met kerst
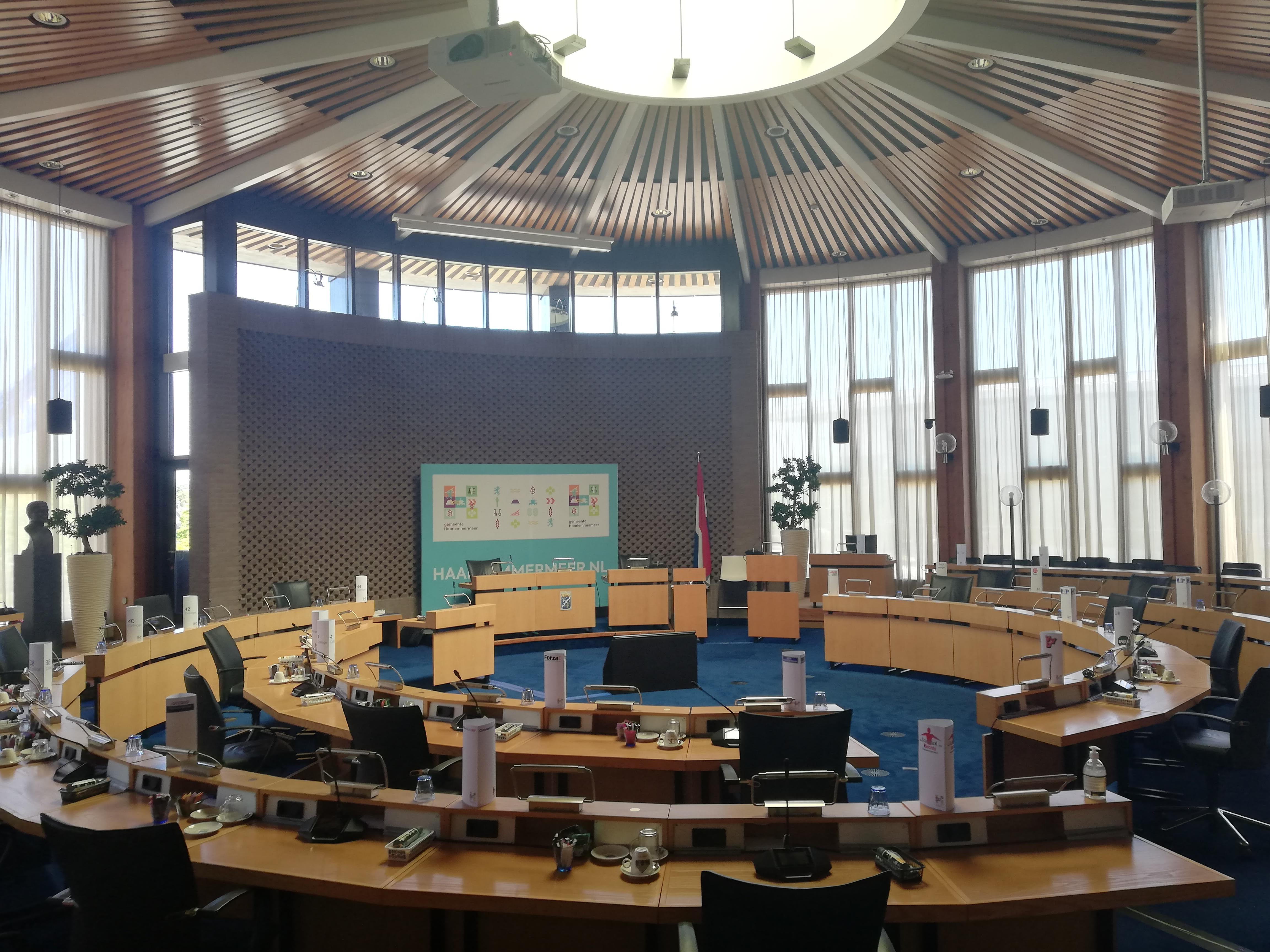
De Raadzaal
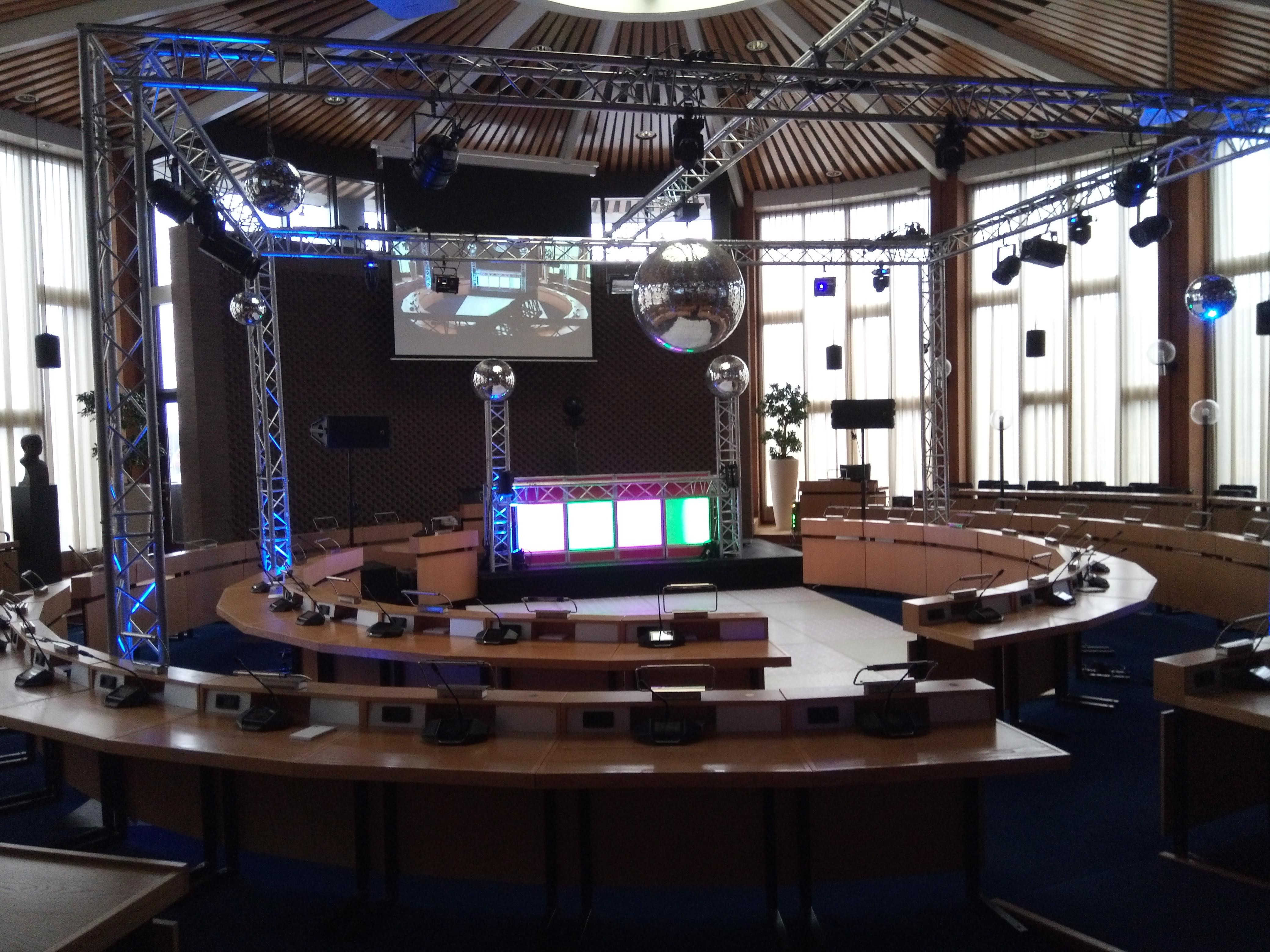
Raadzaal omgebouwd tot disco voor personeel (2019)
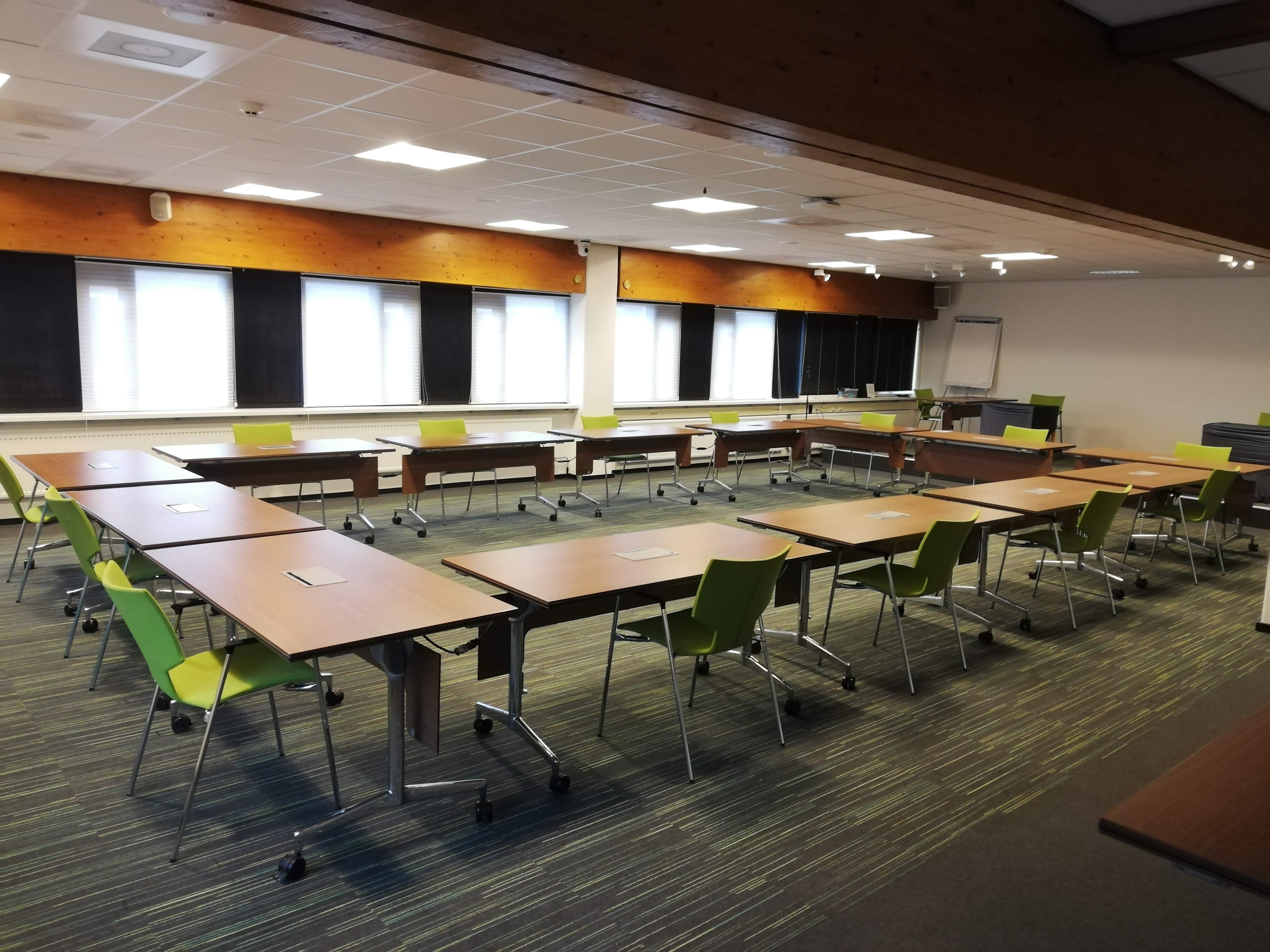
De Heijezaal, een grote zaal op de 2e etage waar de raad commissievergaderingen belegde en waar ook informatieve bijeenkomsten georganiseerd werden.
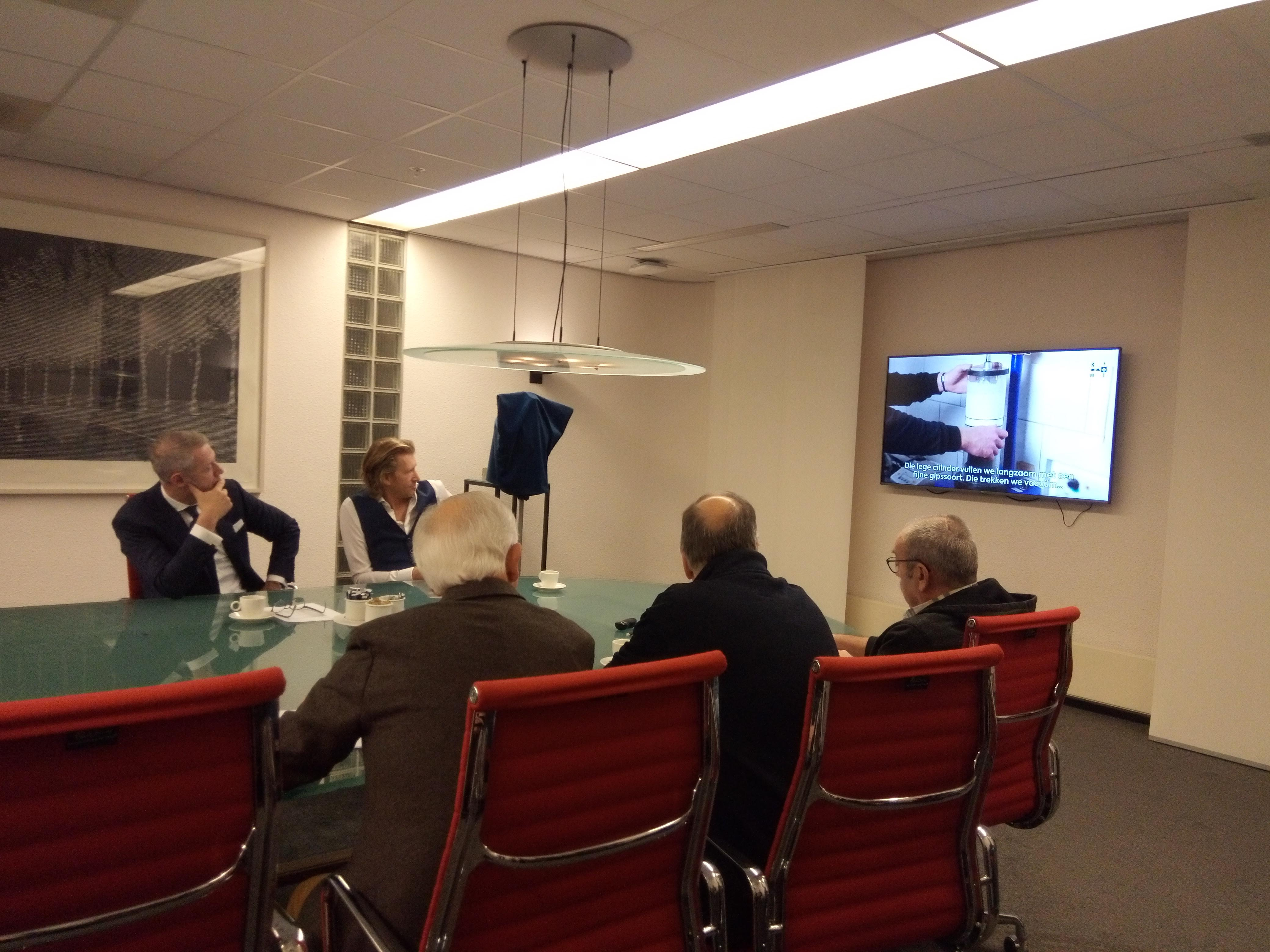
Vergaderzaal van het college van B&W op de 1e etage.
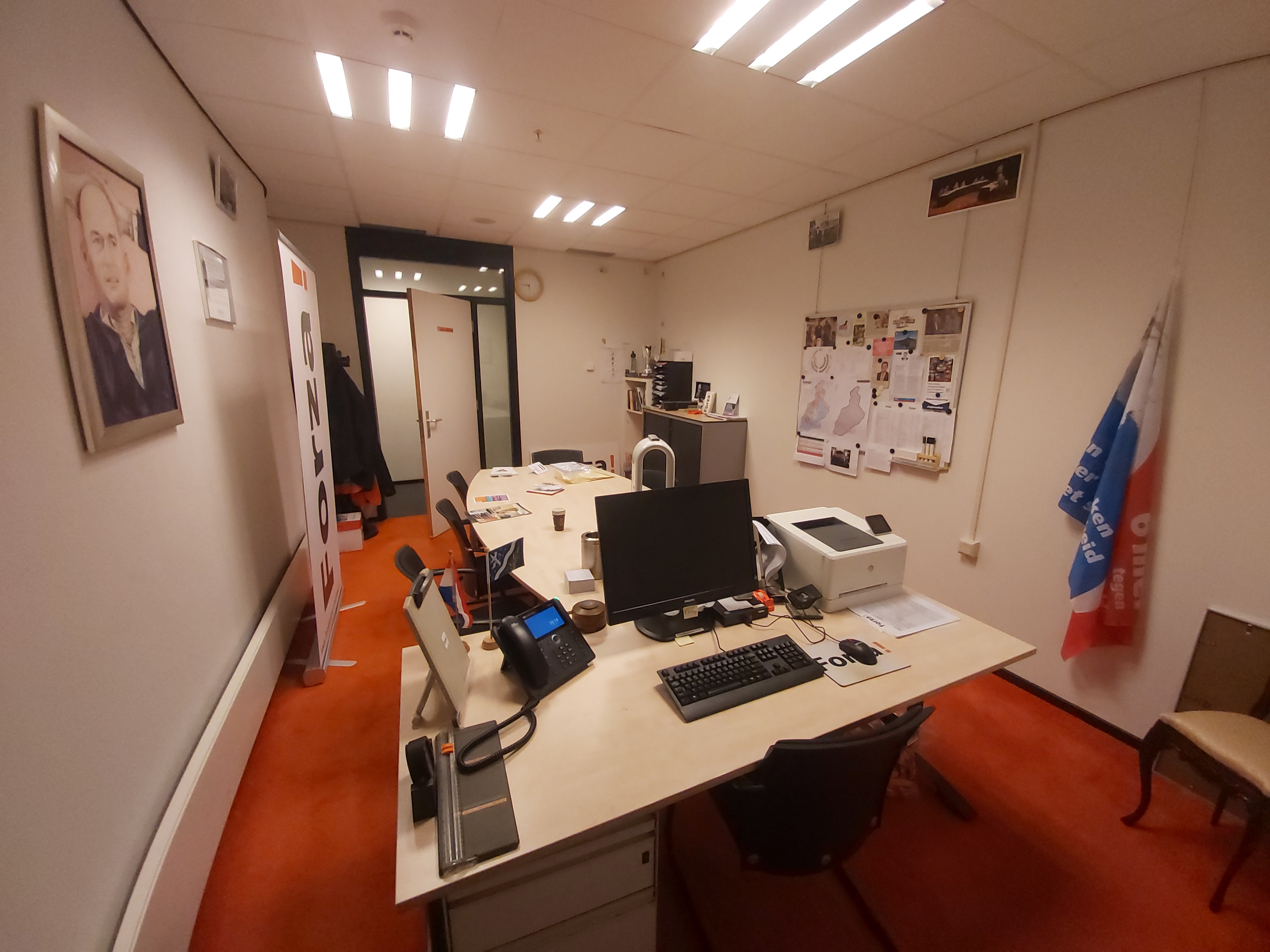
Fractiekamer van de lokale partij Forza! op de 1e etage
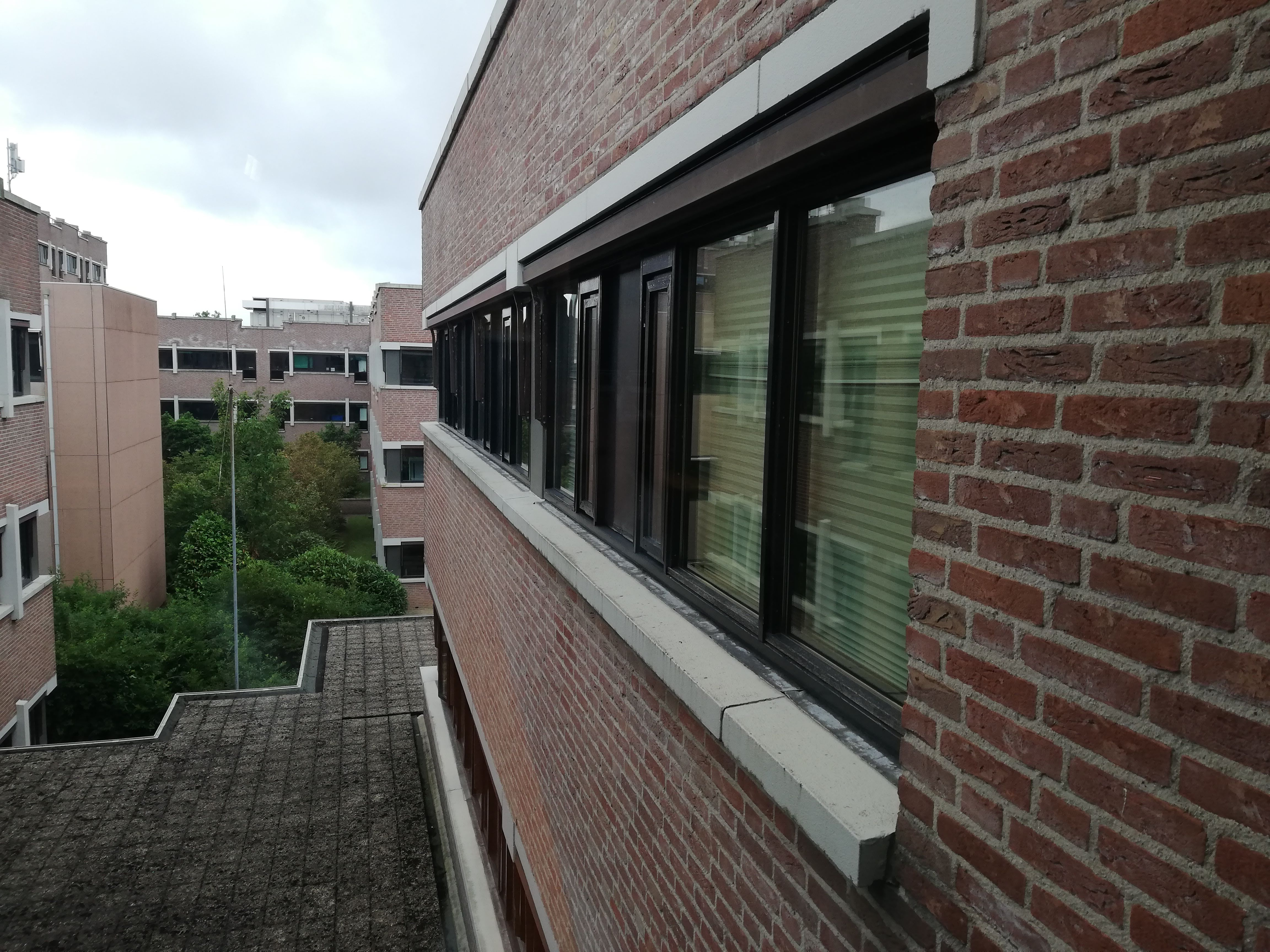
Zicht op de binnentuin. Rechts de Heijezaal.
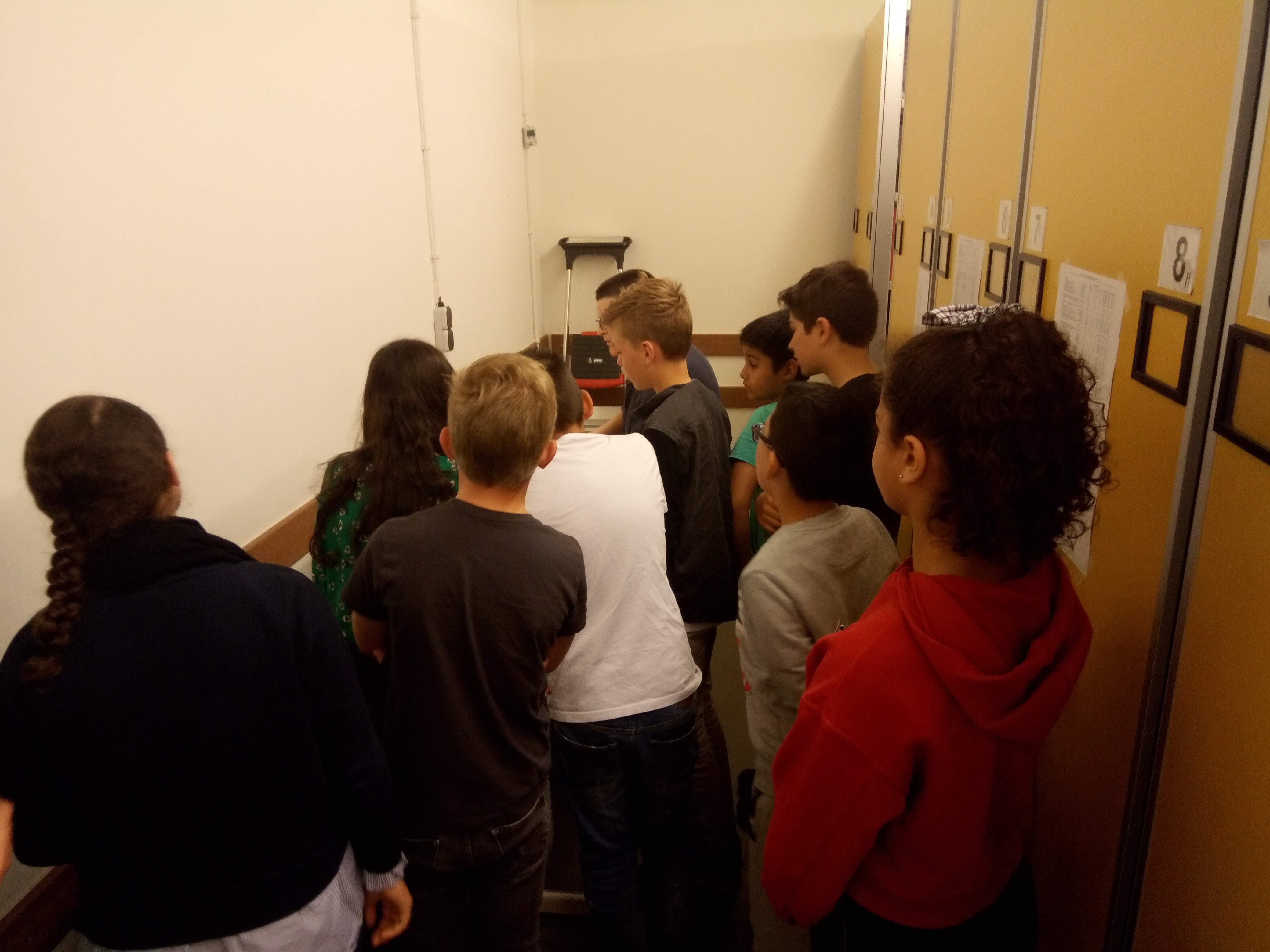
Leerlingen op bezoek in het archief in de kelder.
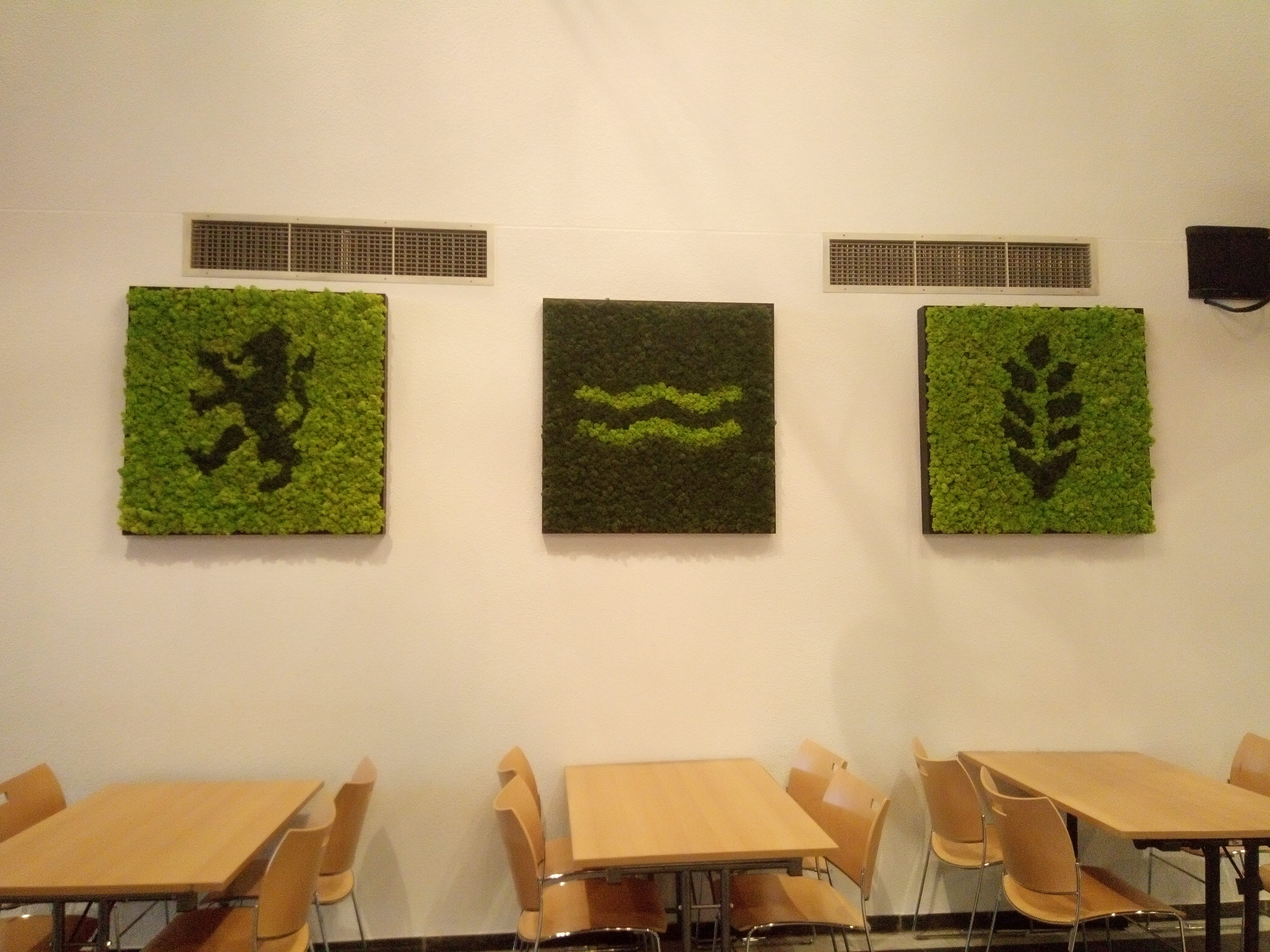
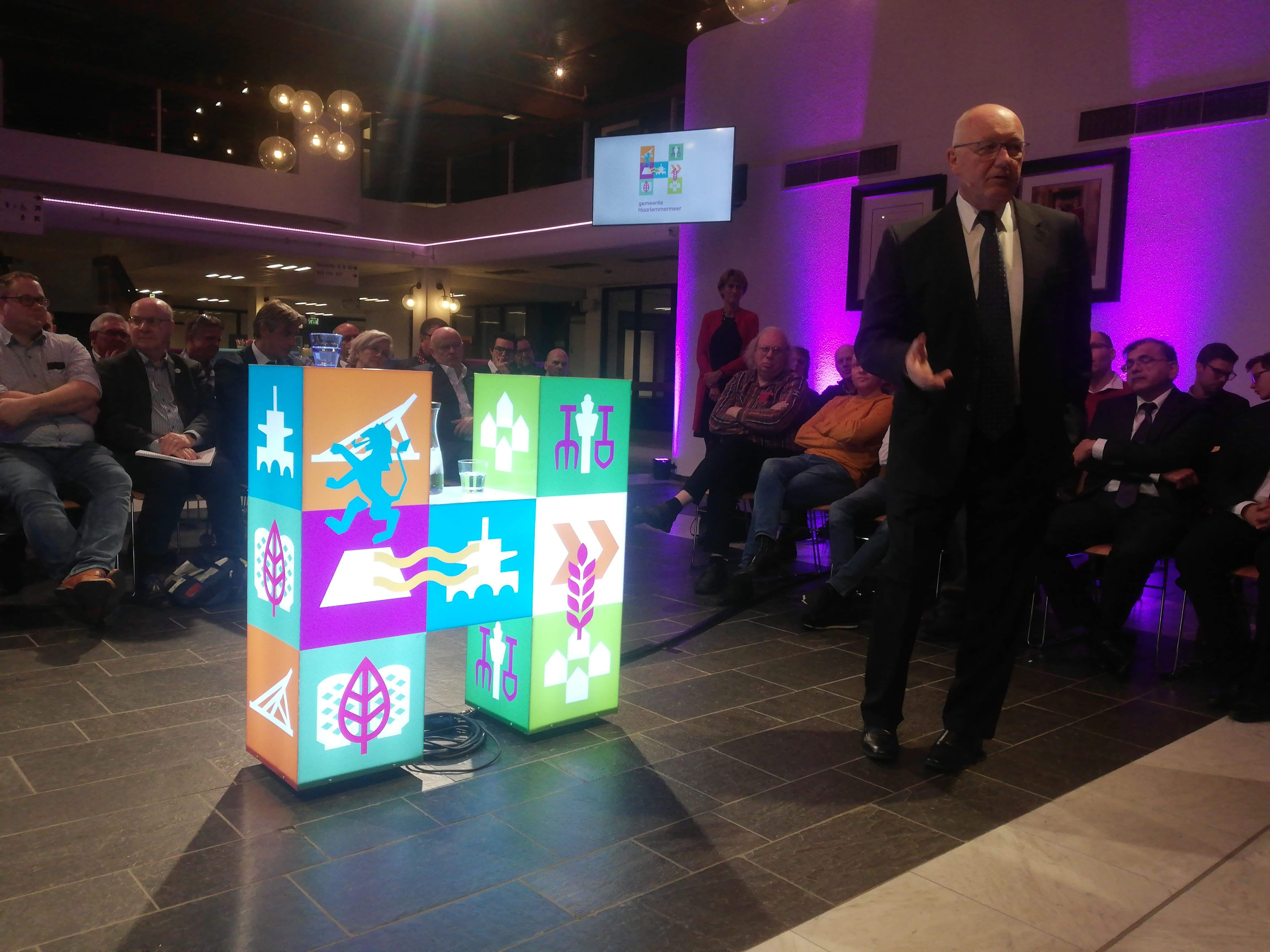
Voormalig VS ambassadeur Pete Hoekstra in gesprek met inwoners in de burgerzaal, 2019
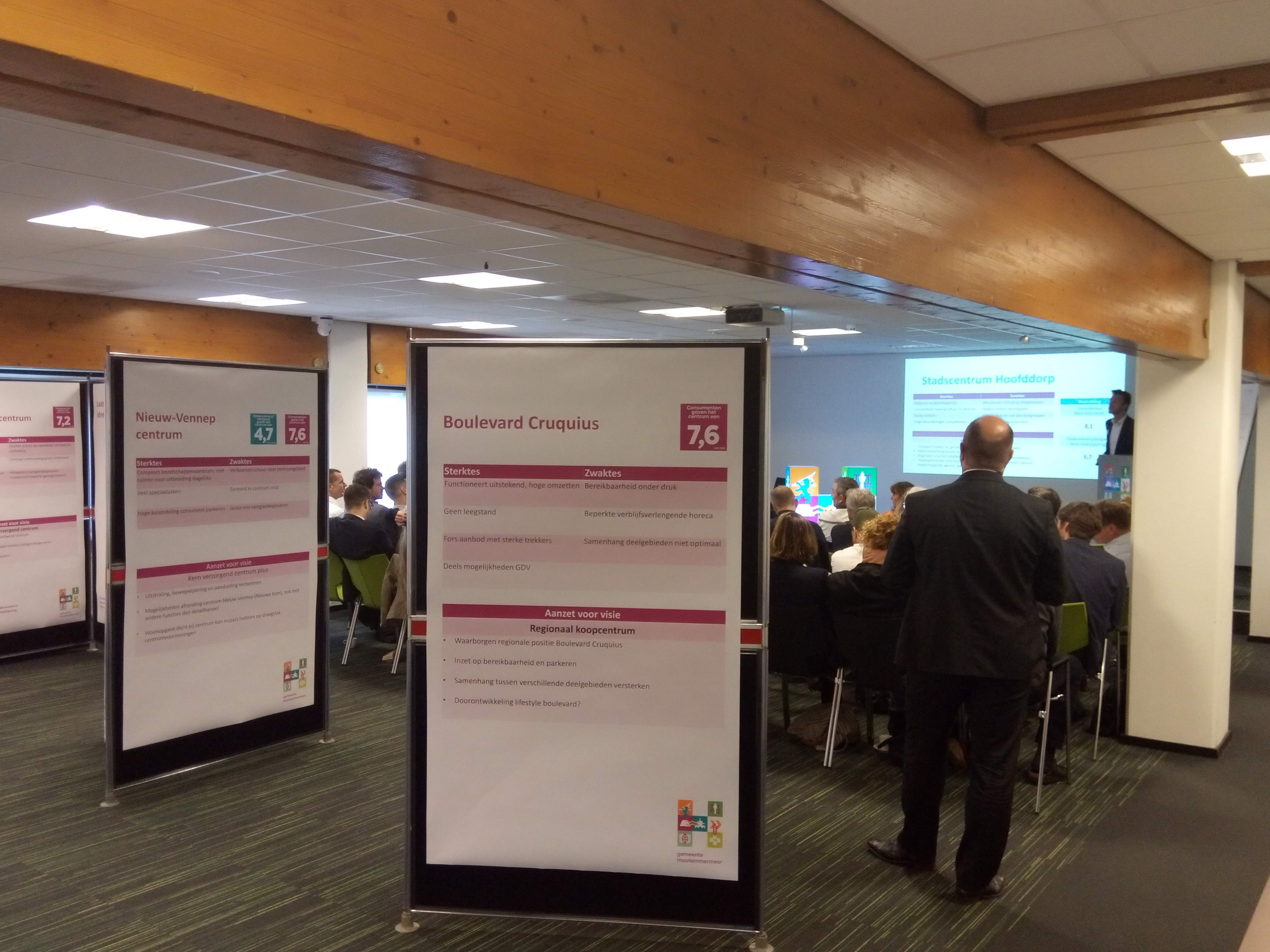
Informatieve bijeenkomst in de Heijezaal
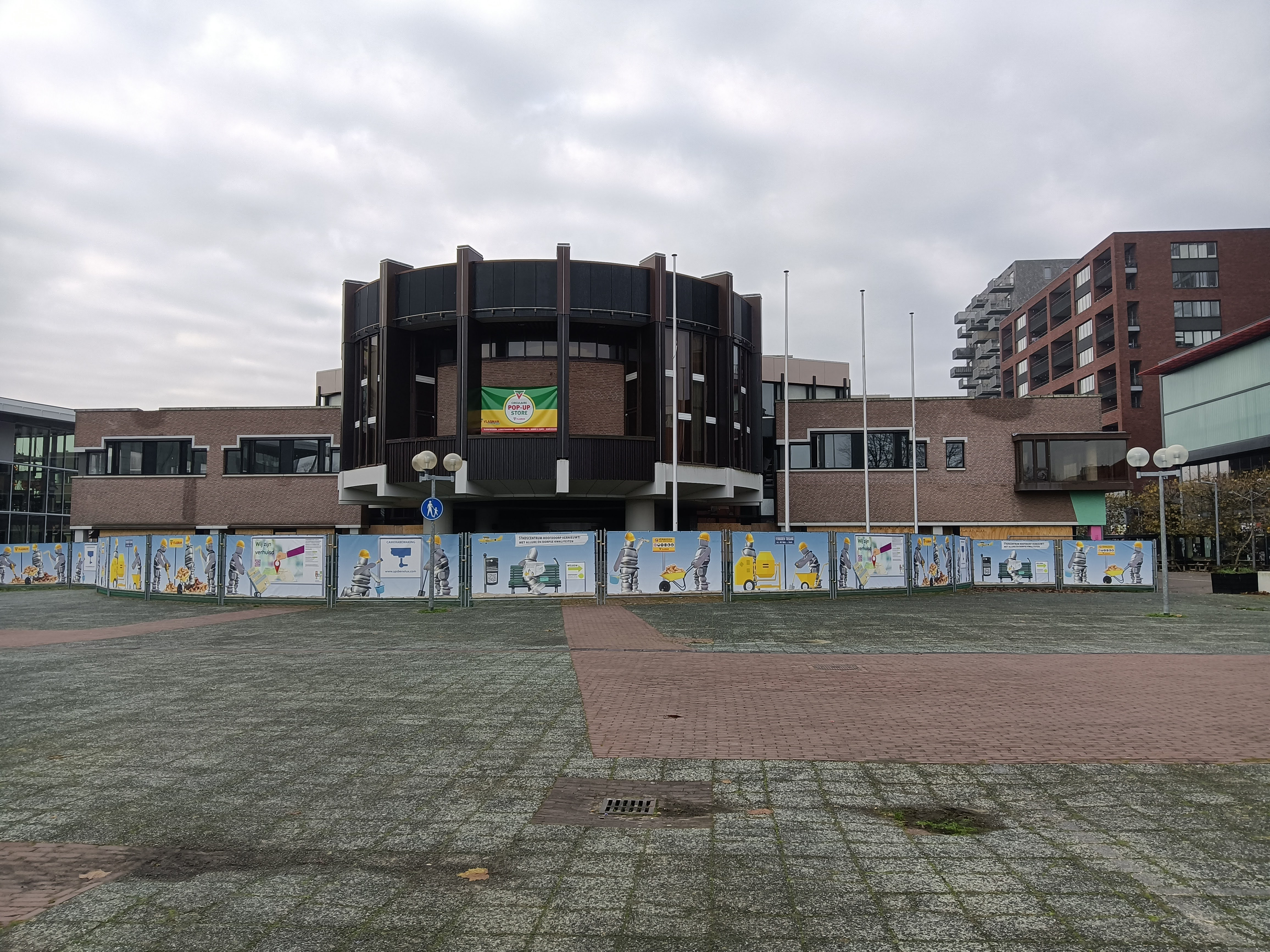
Raadhuis december 2022 ten tijde van de sloop.
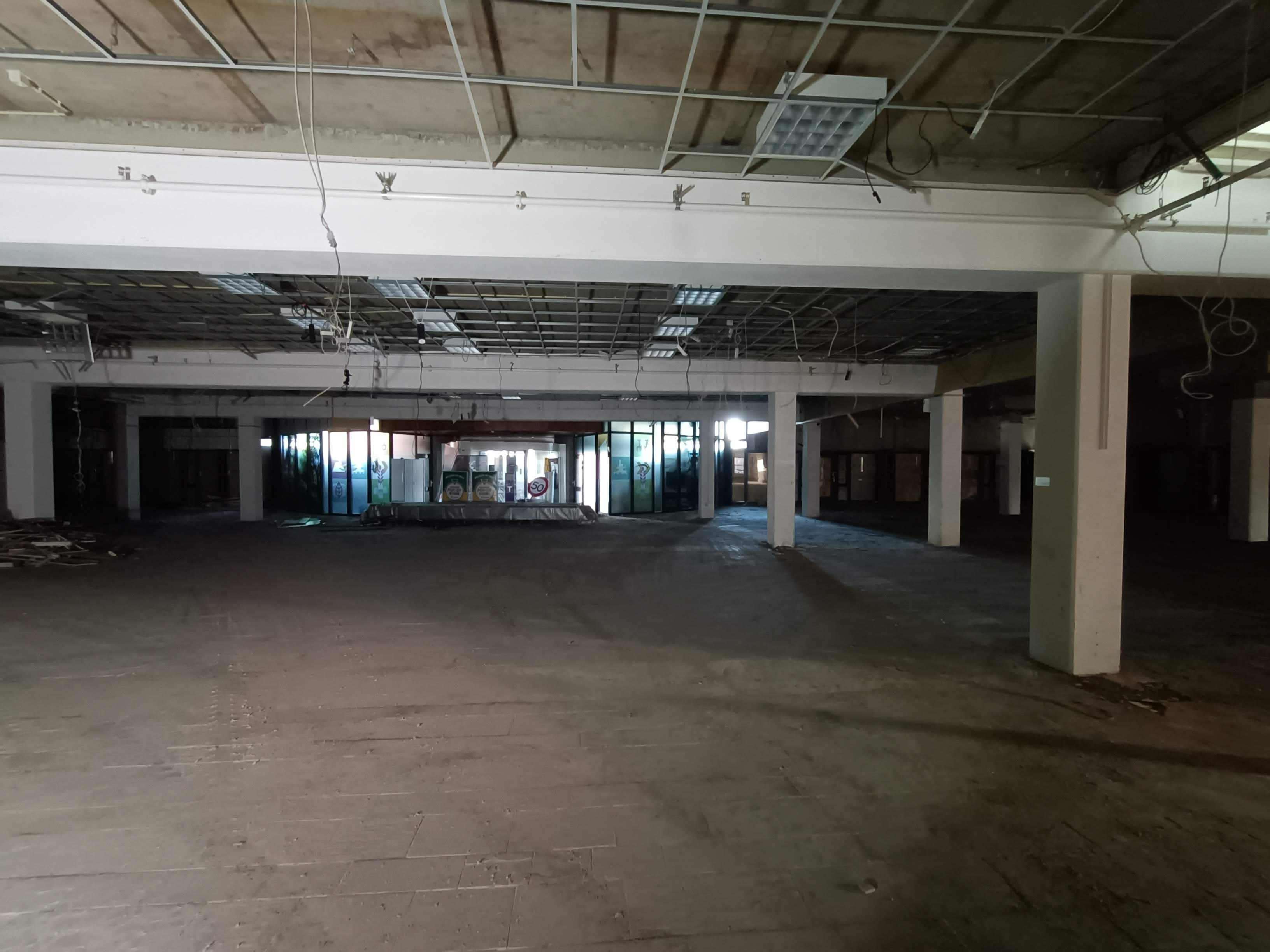
Centrale Hal ten tijde van de sloop
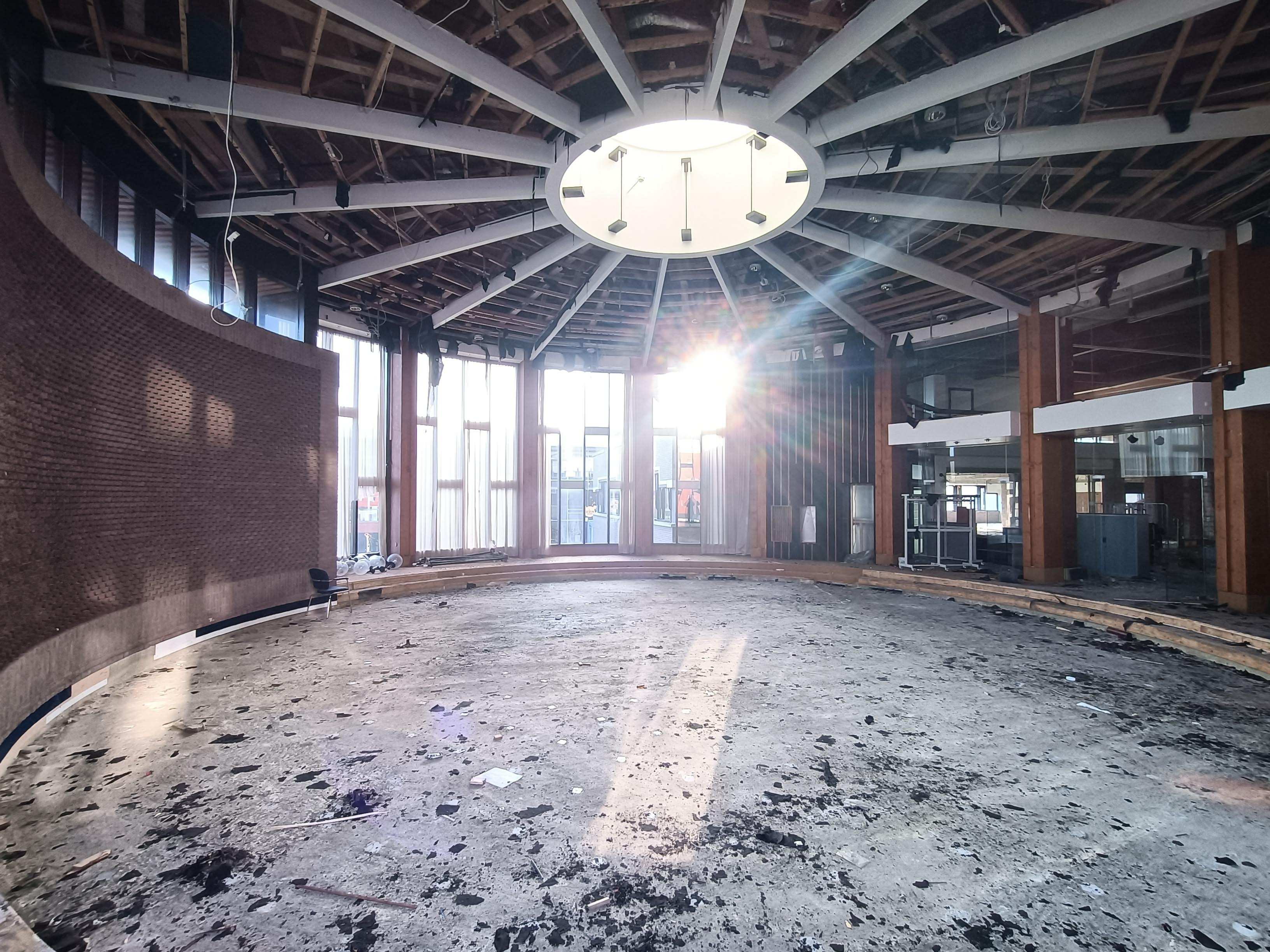
Sloop van de raadzaal, december 2022
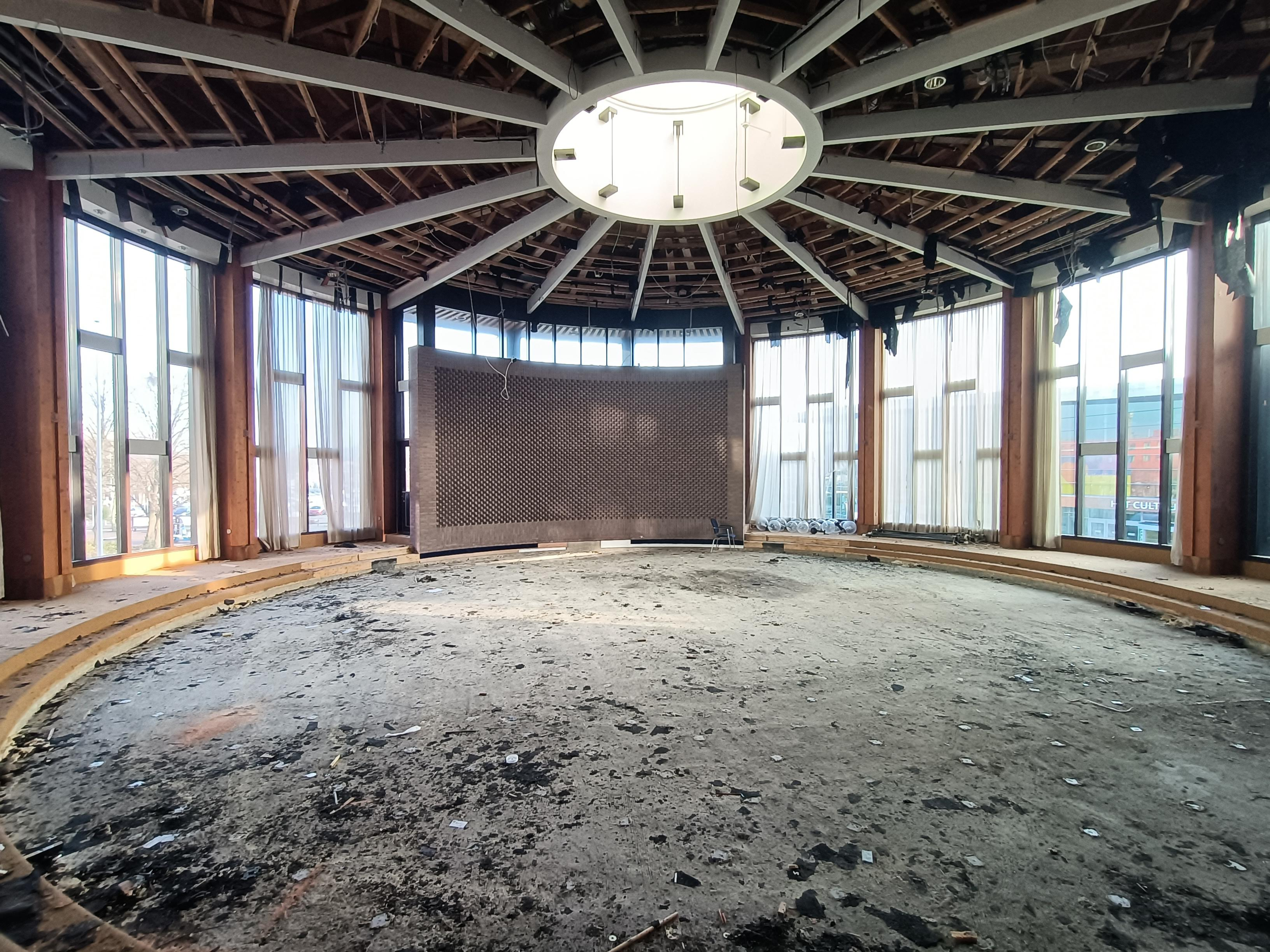
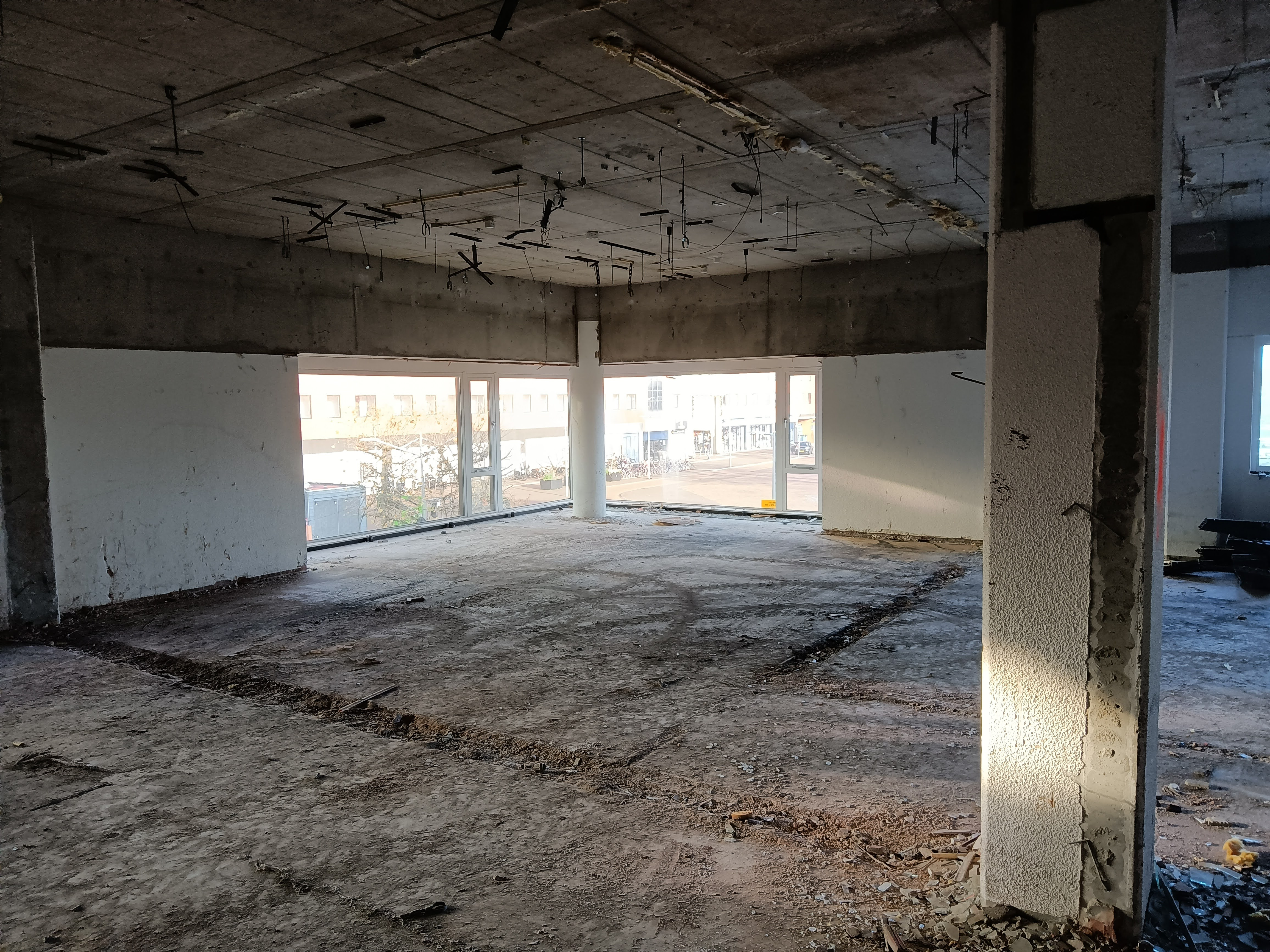
Werkruimtes van de burgemeesters ten tijde van de sloop
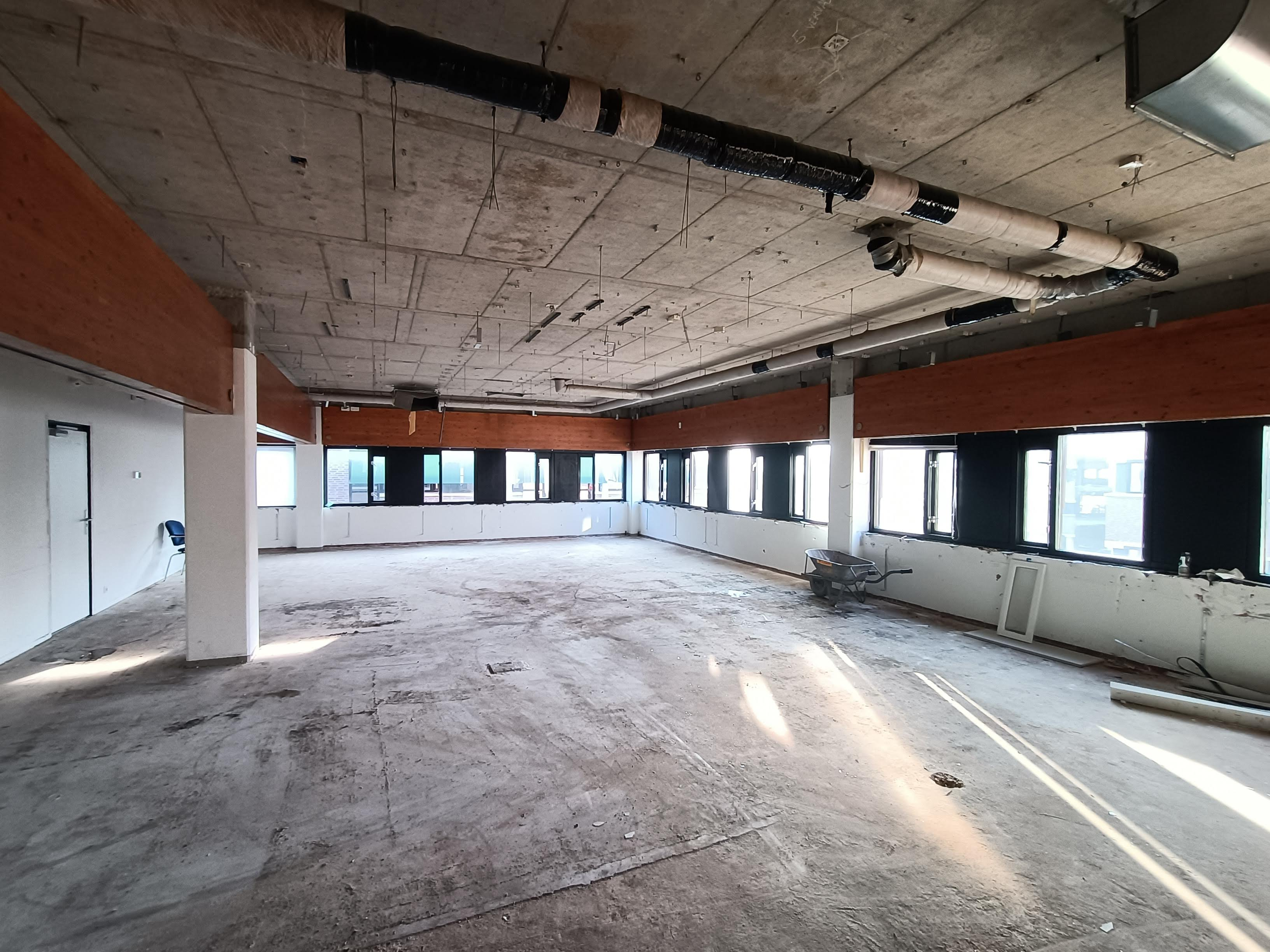
Heijezaal tijdens de sloop
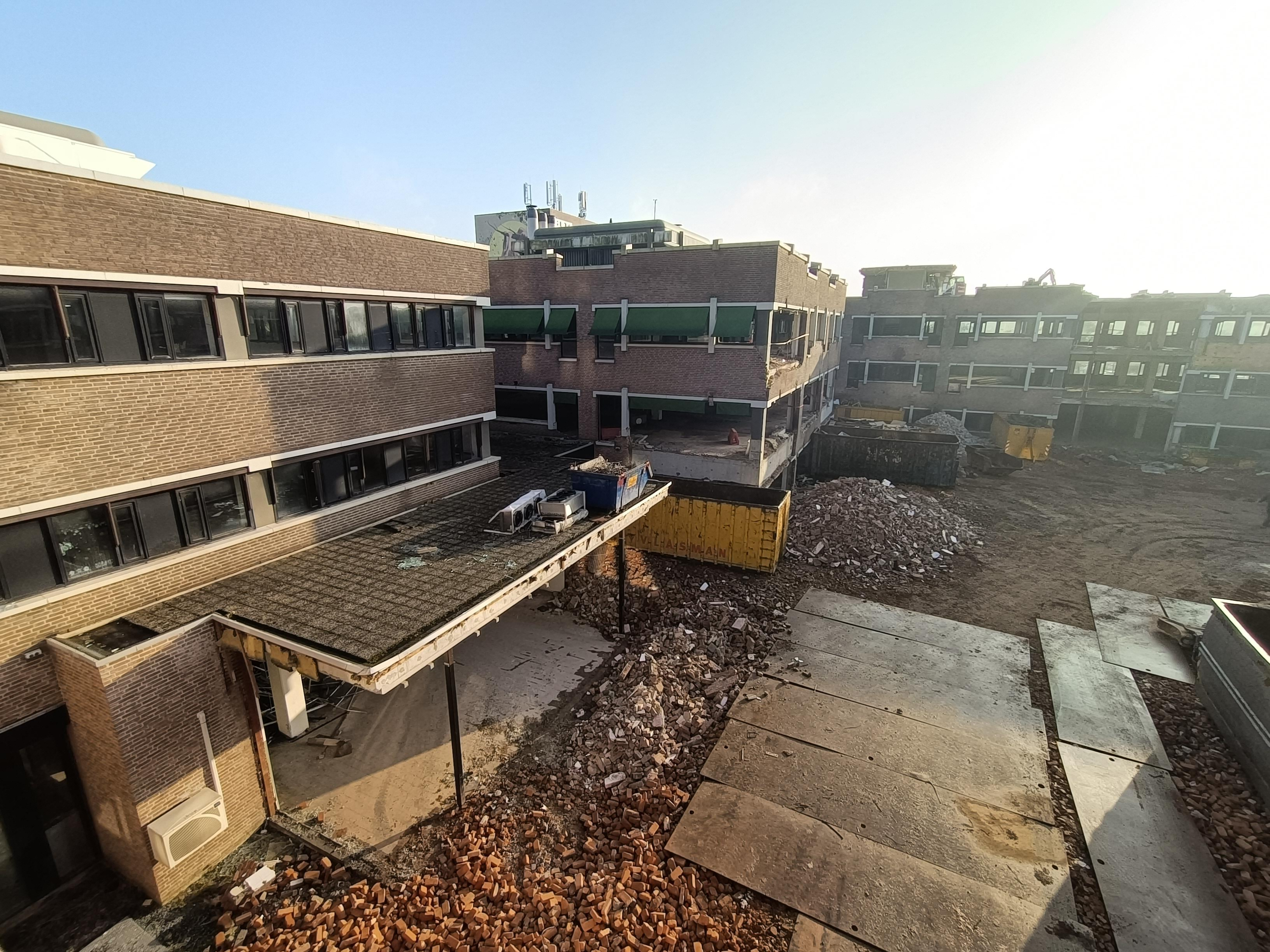
Linksonder Cafe1852 en daarboven op de 2e etage de Heijezaal ten tijde van de sloop
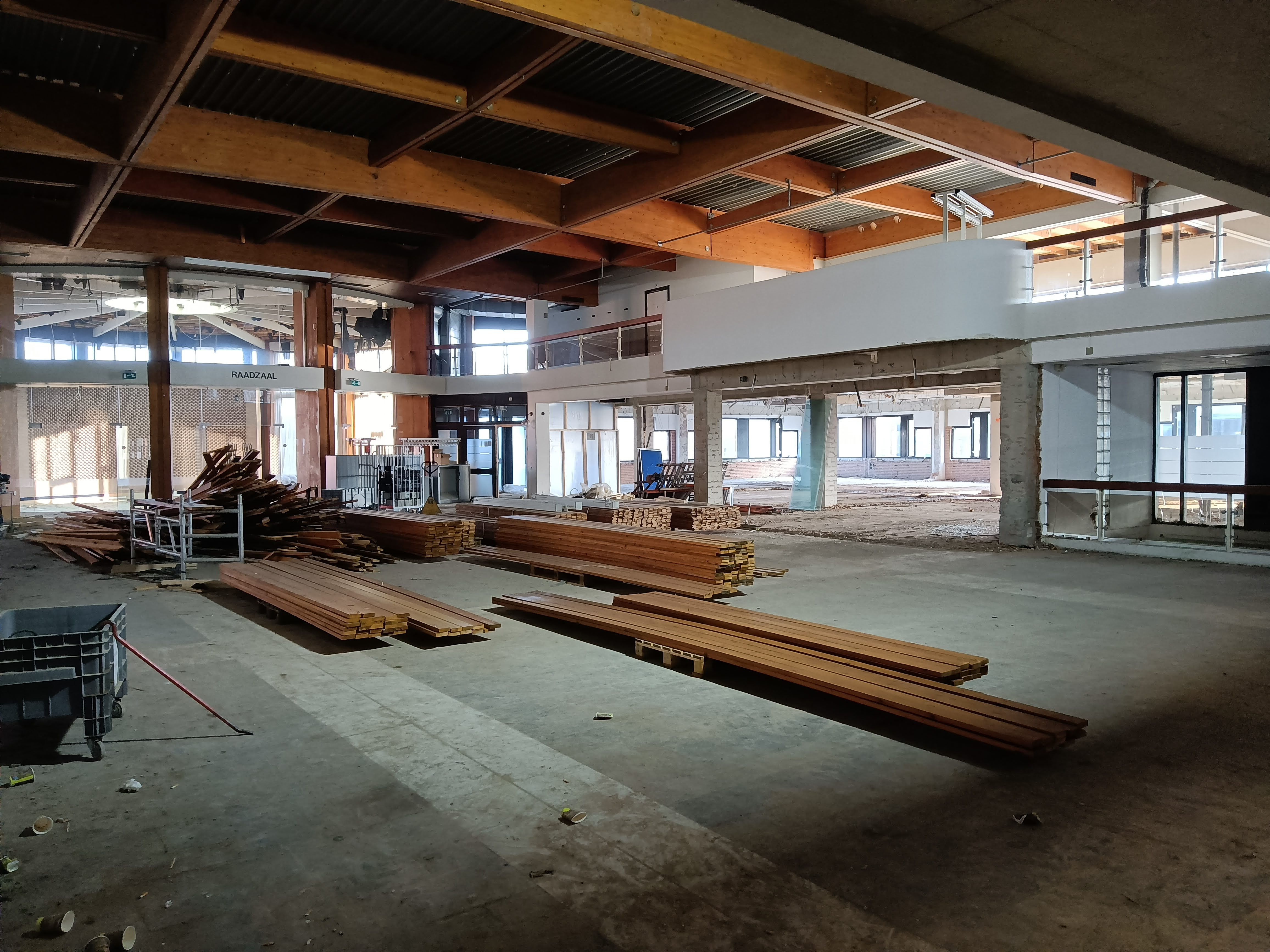
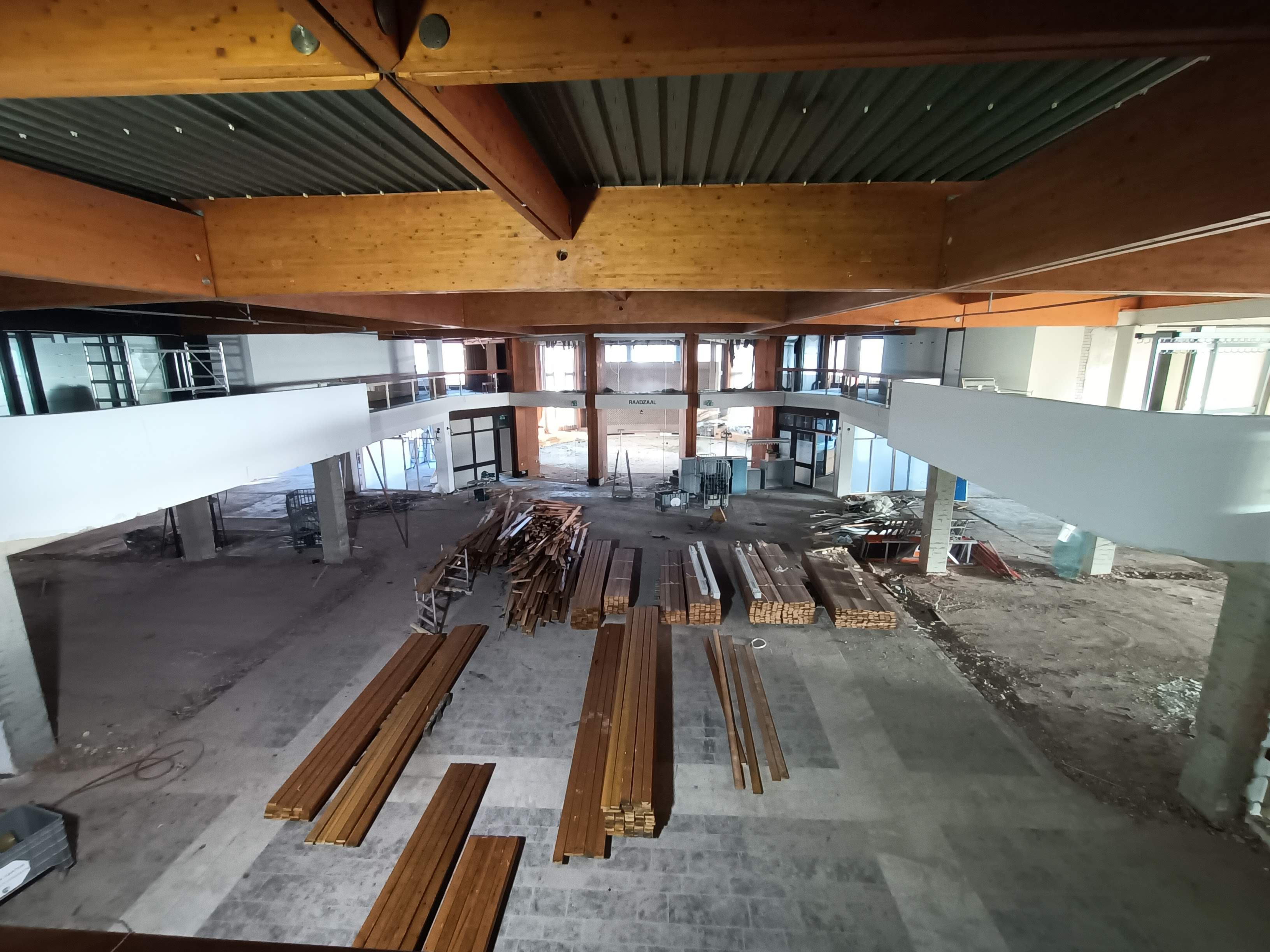
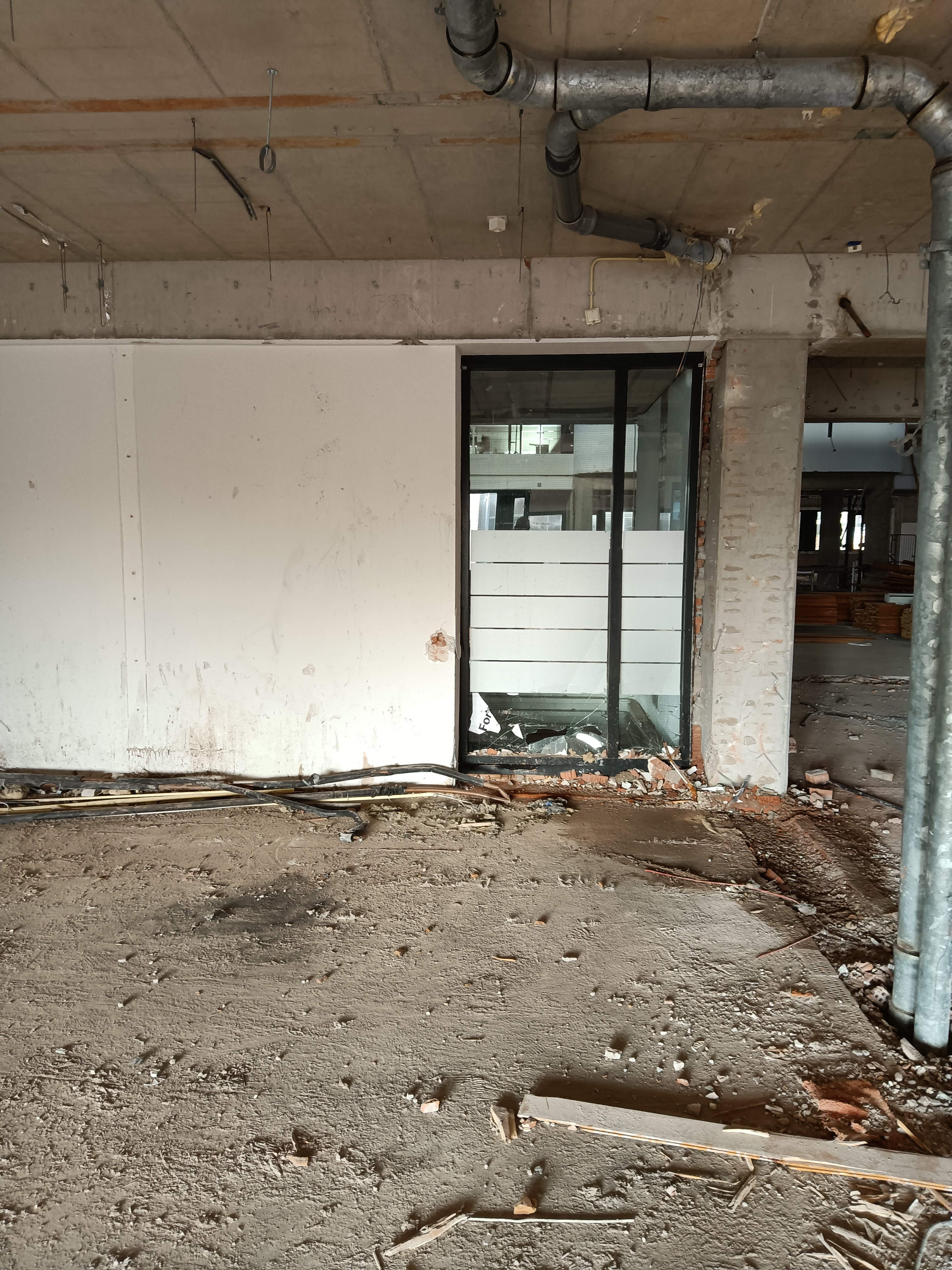
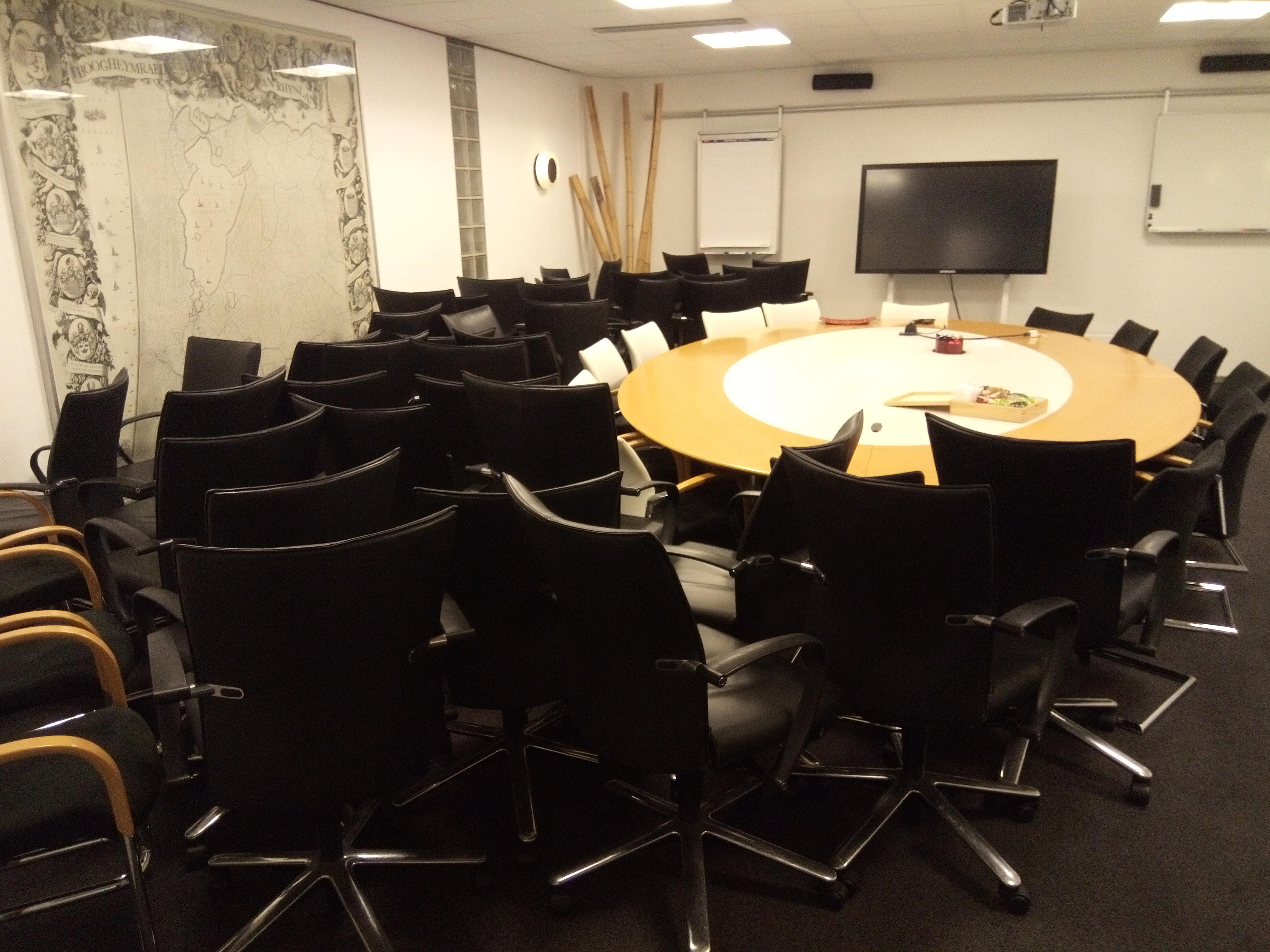
Raadszetels in de Leeghwaterzaal ten tijden van de verhuizing. Dit was de algemene vergaderzaal in de afgesloten gang met de fractiekamers, voor raadsfracties en de griffie.
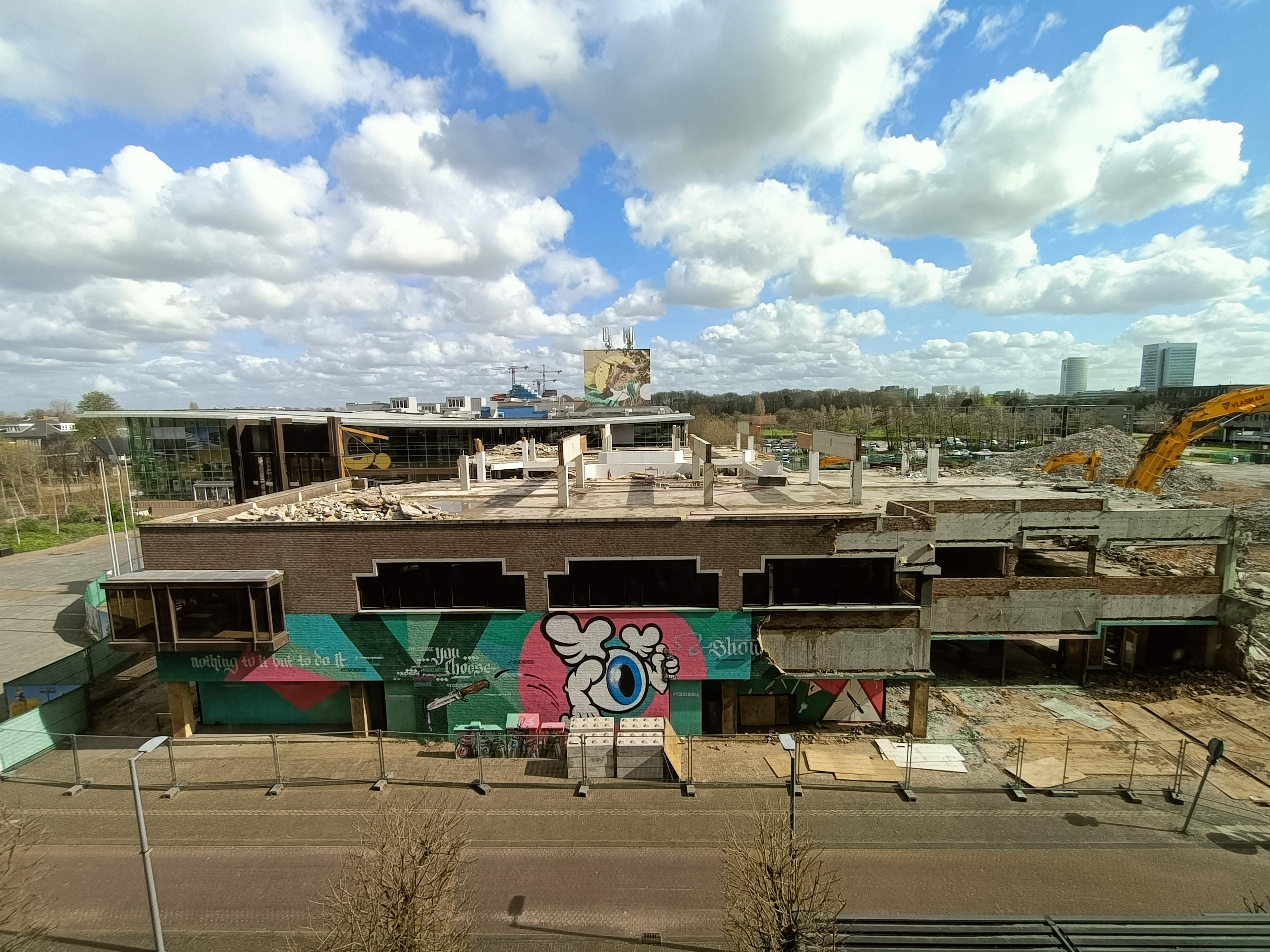
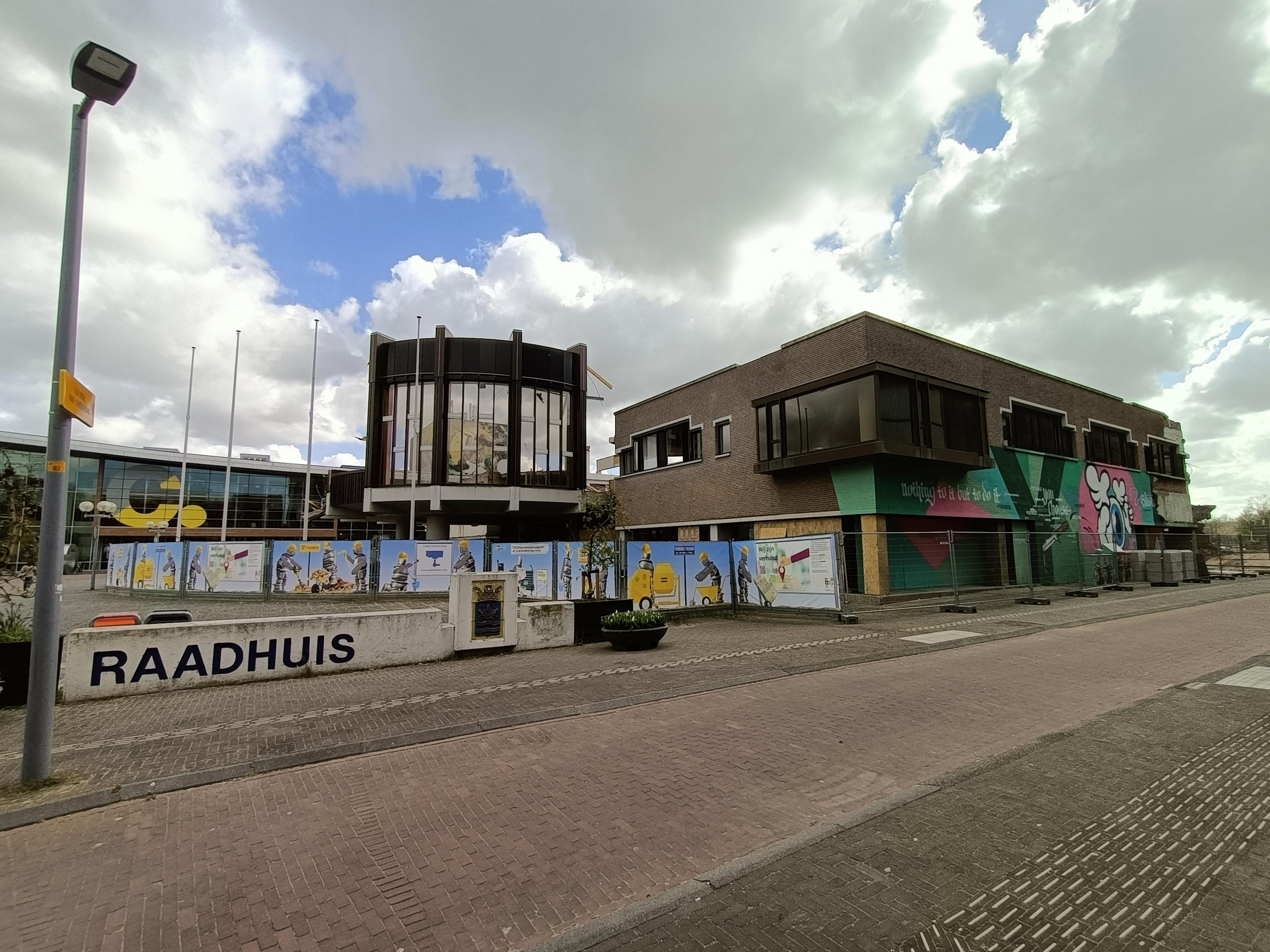
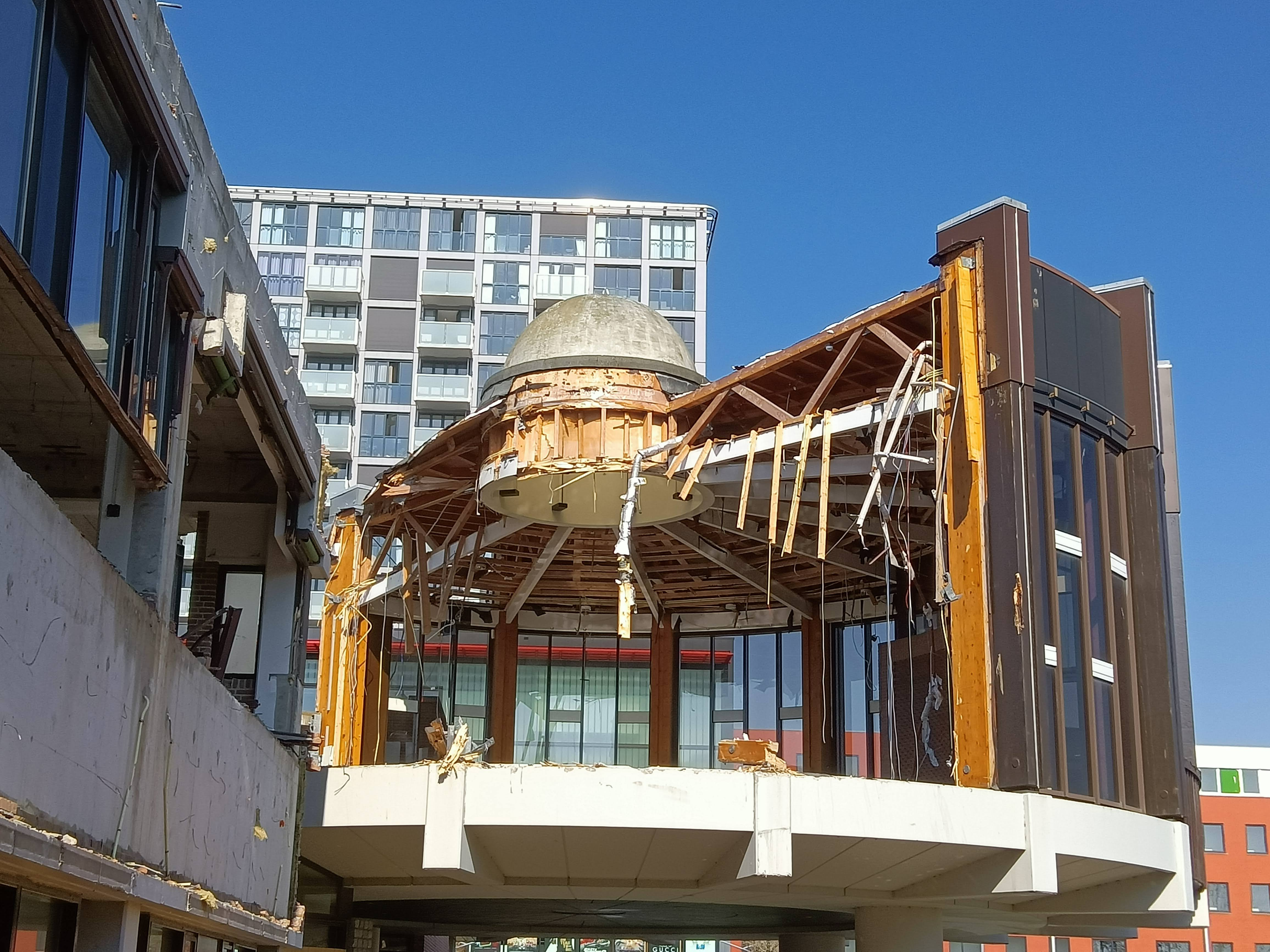
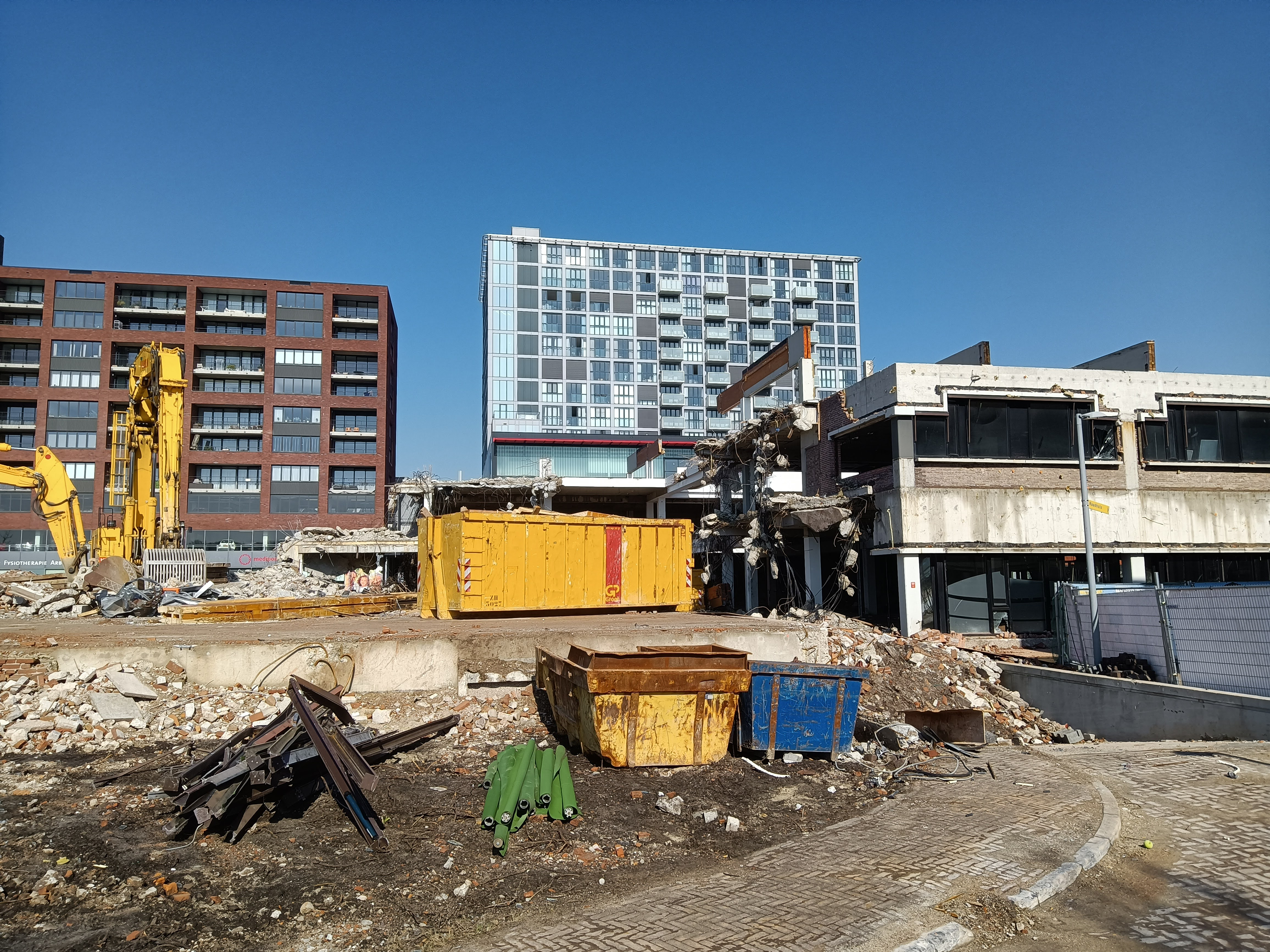
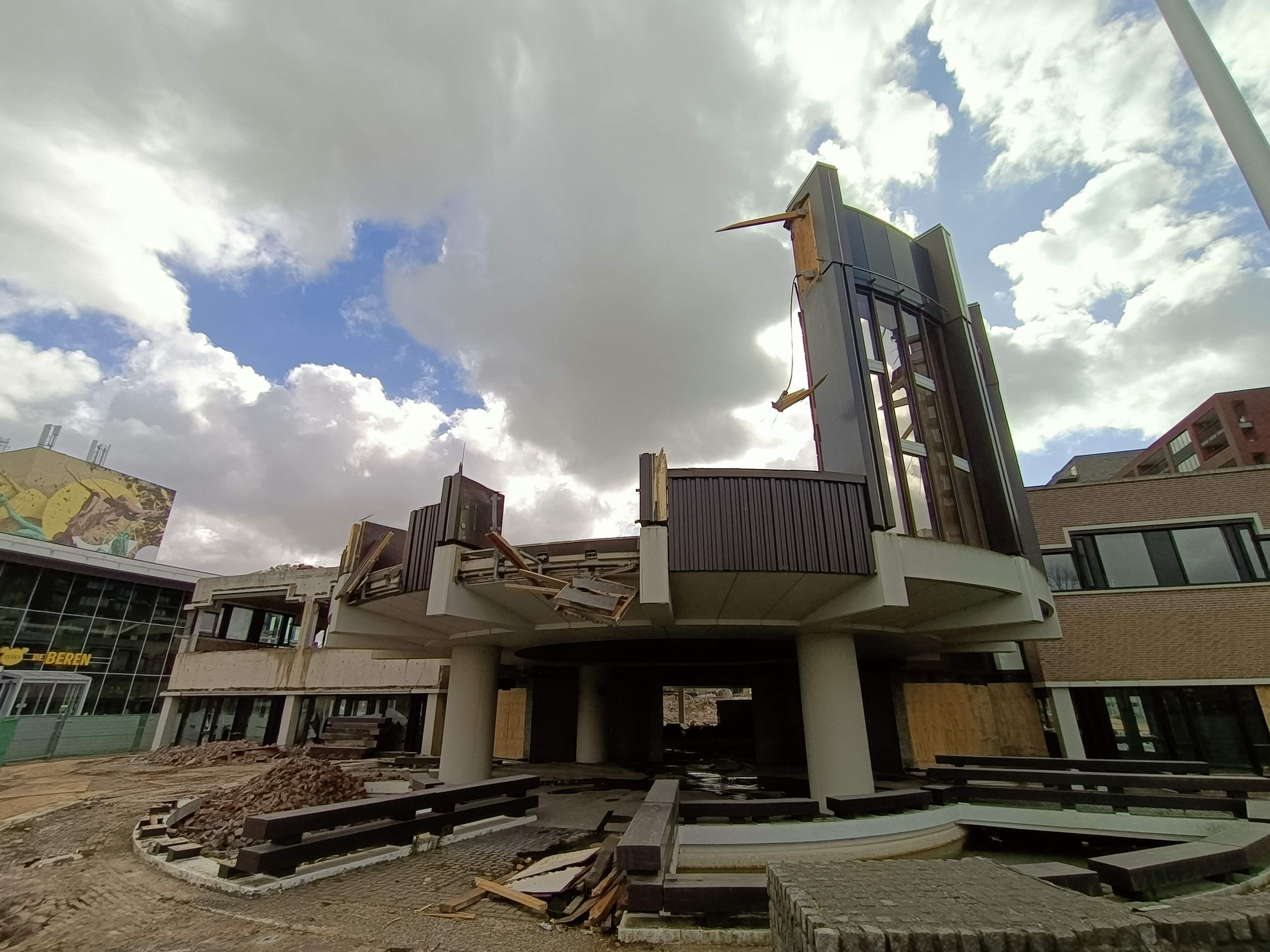
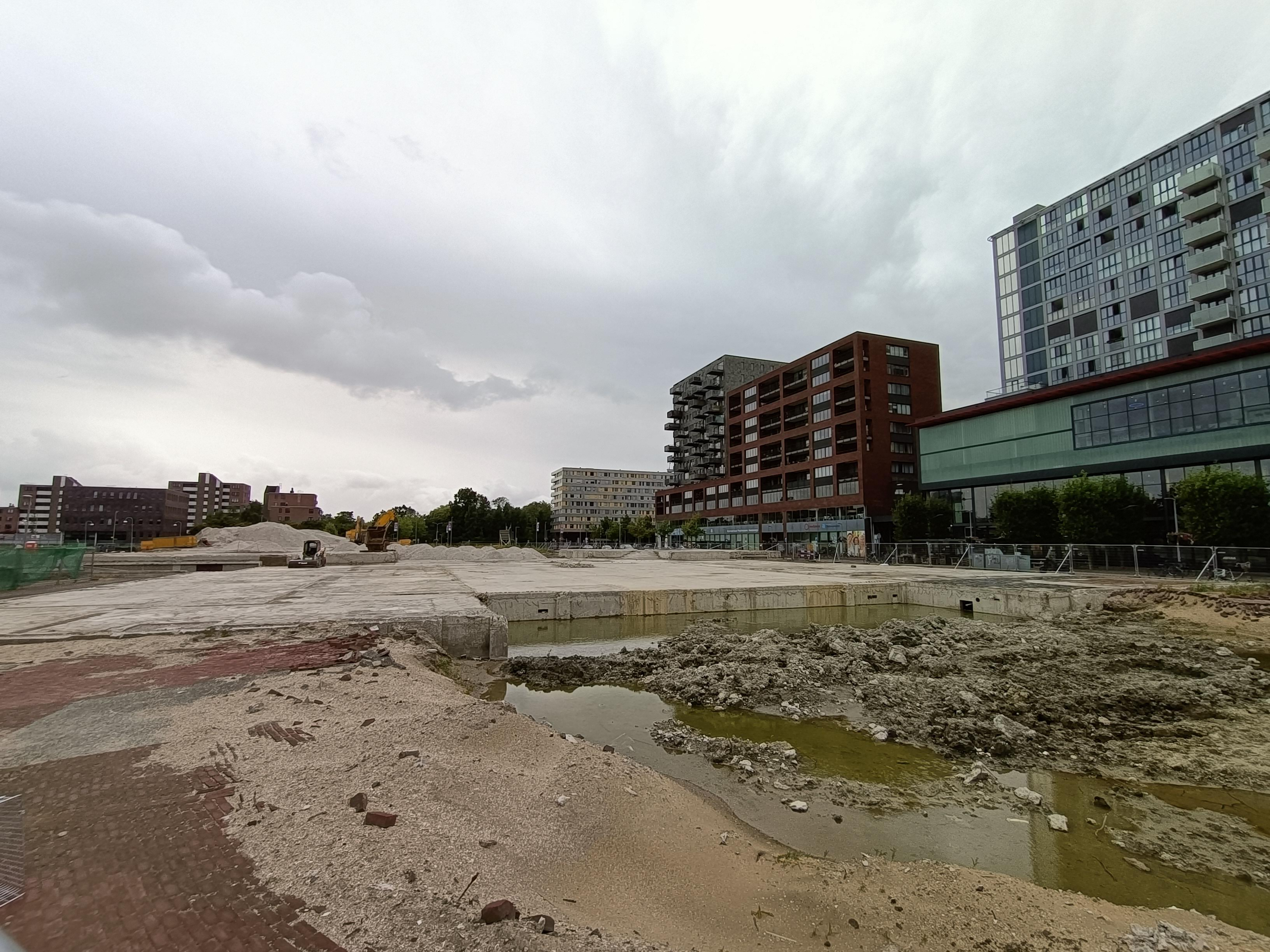
September 2023, enkel de kelder nog aanwezig. Deze is in december 2023 gesloopt.

### Tijdelijke huisvesting
Tijdens de bouw van het nieuwe gemeentehuis zijn de gemeenteraad, de griffie, het gemeentebestuur, de publieksbalies van Burgerzaken, het ondernemersplein, de trouwzaal en het merendeel van de ambtenarij gehuisvest in een kantoorpand aan de Taurusavenue 100 op het bedrijvenpark Beukenhorst-West dicht bij het Station Hoofddorp. Dit pand, gebouwd in 2011, beslaat een ruimte van 9500m². Het pand werd in 2011 gebouwd door bouwconcern Dura Vermeer en werd door Dura Vermeer zelf ontwikkeld om de divisie Infra van Dura Vermeer te huisvesten. Dura Vermeer nam toren A in gebruik en verhuurde toren B aan advies- en ingenieursbureau Advin. Het pand was tot 2013 in eigendom van Wölbern Invest. Na het faillissement in 2013 werd het pand door Dura Vermeer opgekocht. Dura Vermeer en Advin vertrokken eind 2021 uit het pand en Dura verhuurt deze sinds de start van 2022 aan de gemeente Haarlemmermeer. Het pand werd officieel in gebruik genomen door de gemeente op maandag 11 april 2022 toen de balies van Burgerzaken, Vergunningen en het Ondernemersplein voor inwoners geopend werd. 

Het pand bestaat uit twee separate, witte torens, verbonden aan elkaar op de begane grond door het personeelsrestaurant, de raadzaal en enkele vergaderzalen en daaronder een ondergrondse parkeergarage. In toren A, gelegen aan de Taurusavenue 100, bevindt zich de hoofdingang en zijn de publieke ruimtes te vinden. Hier vestigen zich de receptie, burgerzaken, het ondernemersplein, vergunningen, de griffie en het bestuur (college van B&W). In toren B, gelegen aan de scorpiusweg met officieel adres; 'Scorpius 201', bevindt zich de personeelsingang en de ingang voor de raadzaal. Deze toren is niet toegankelijk voor publiek, met uitzonderingen van de raadsvergaderingen op donderdagen. De fracties van de politieke partijen vergaderen hier ook. 

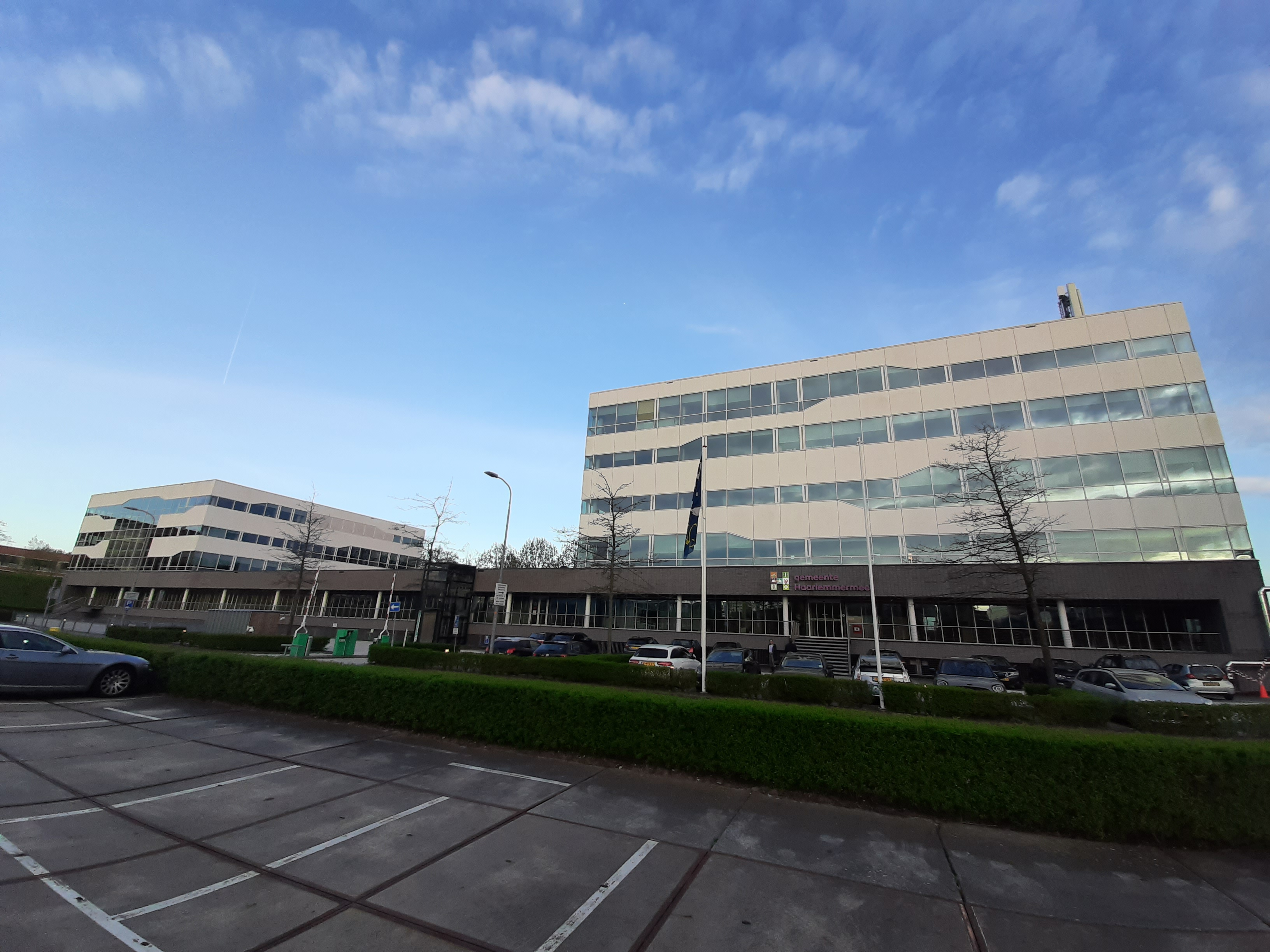
Het tijdelijke raadhuis van de gemeente aan de Taurusavenue. Rechts Toren A en links Toren B.
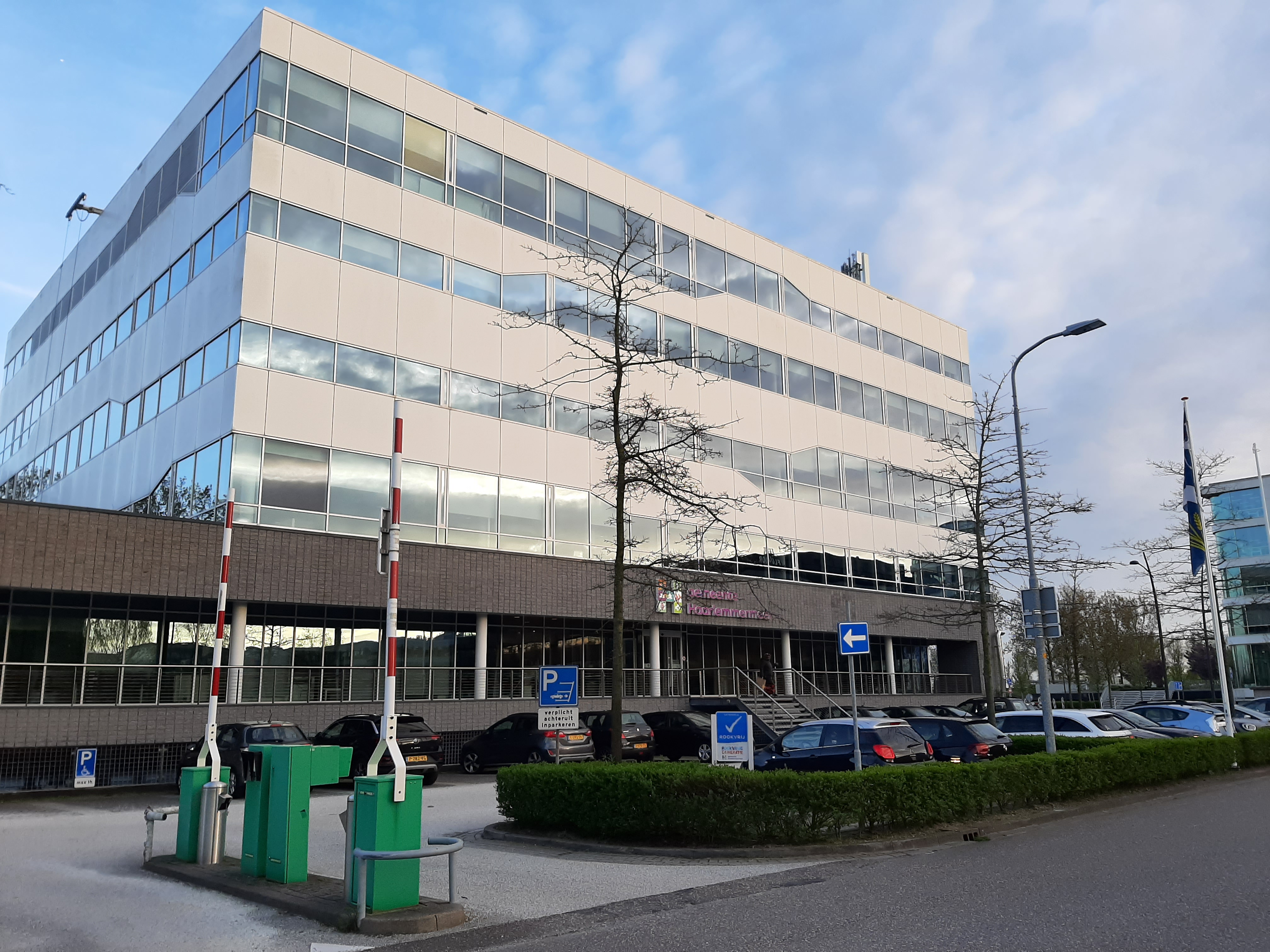
Toren A
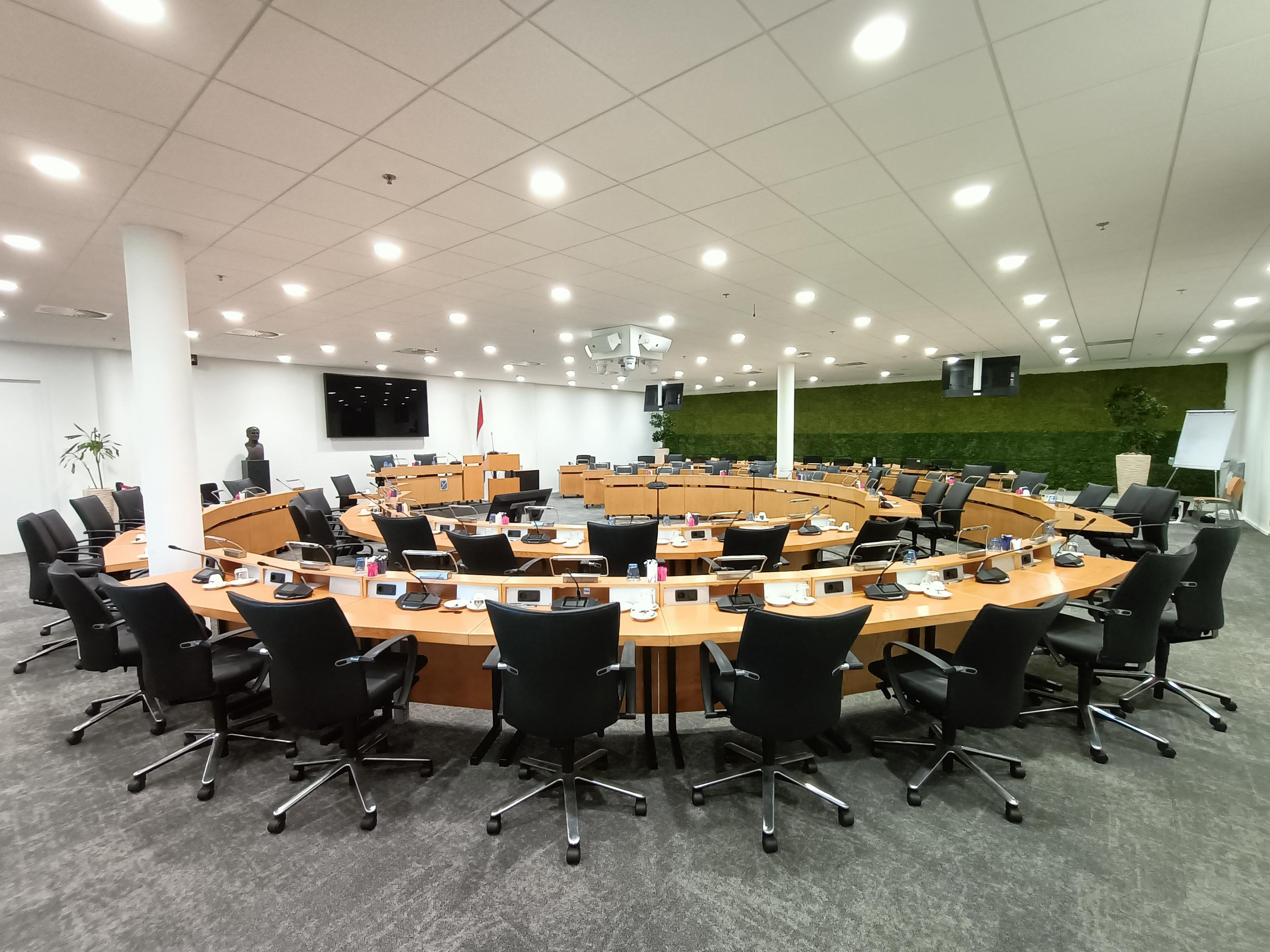
De tijdelijke raadzaal
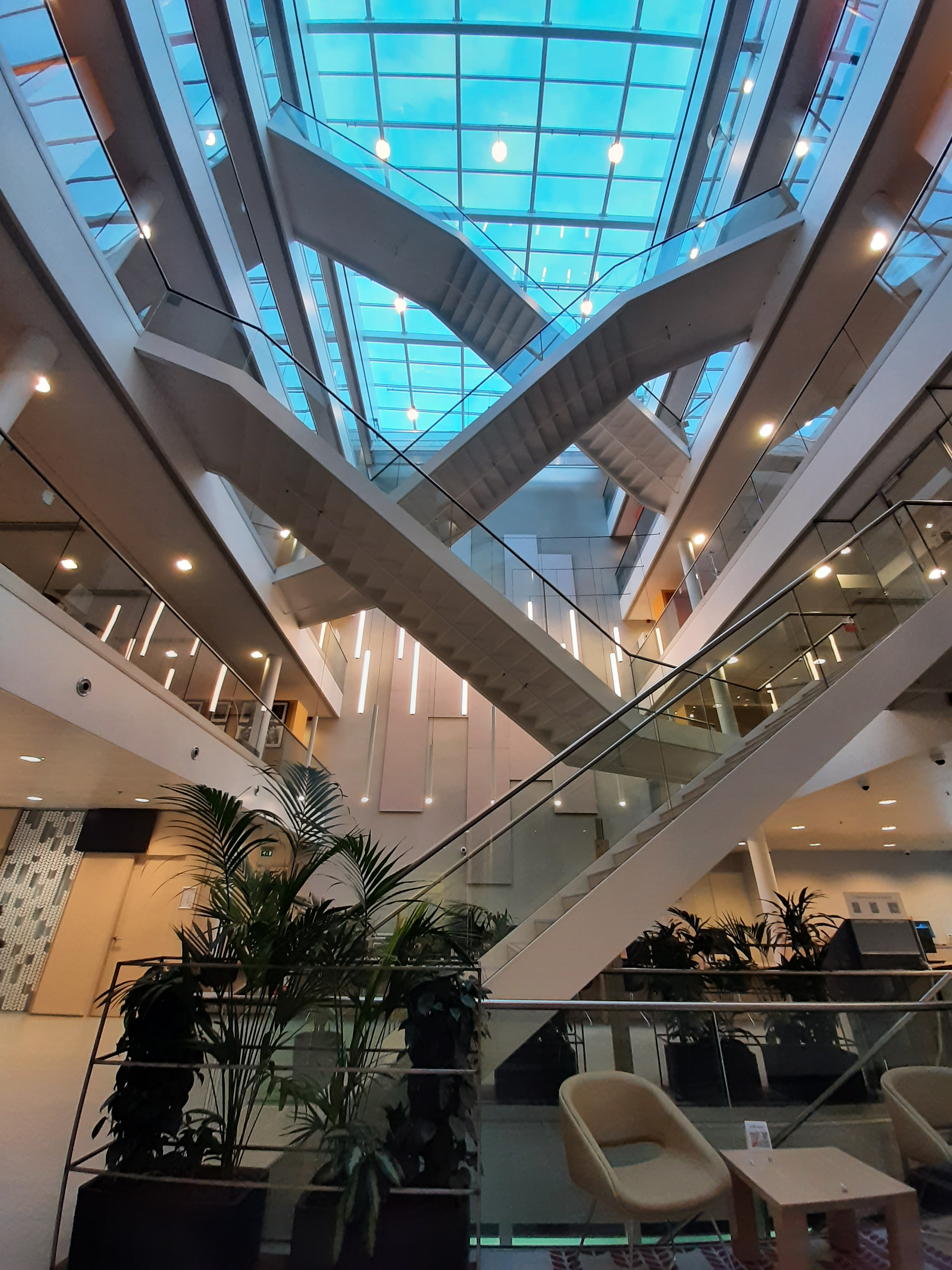
Atrium van toren A
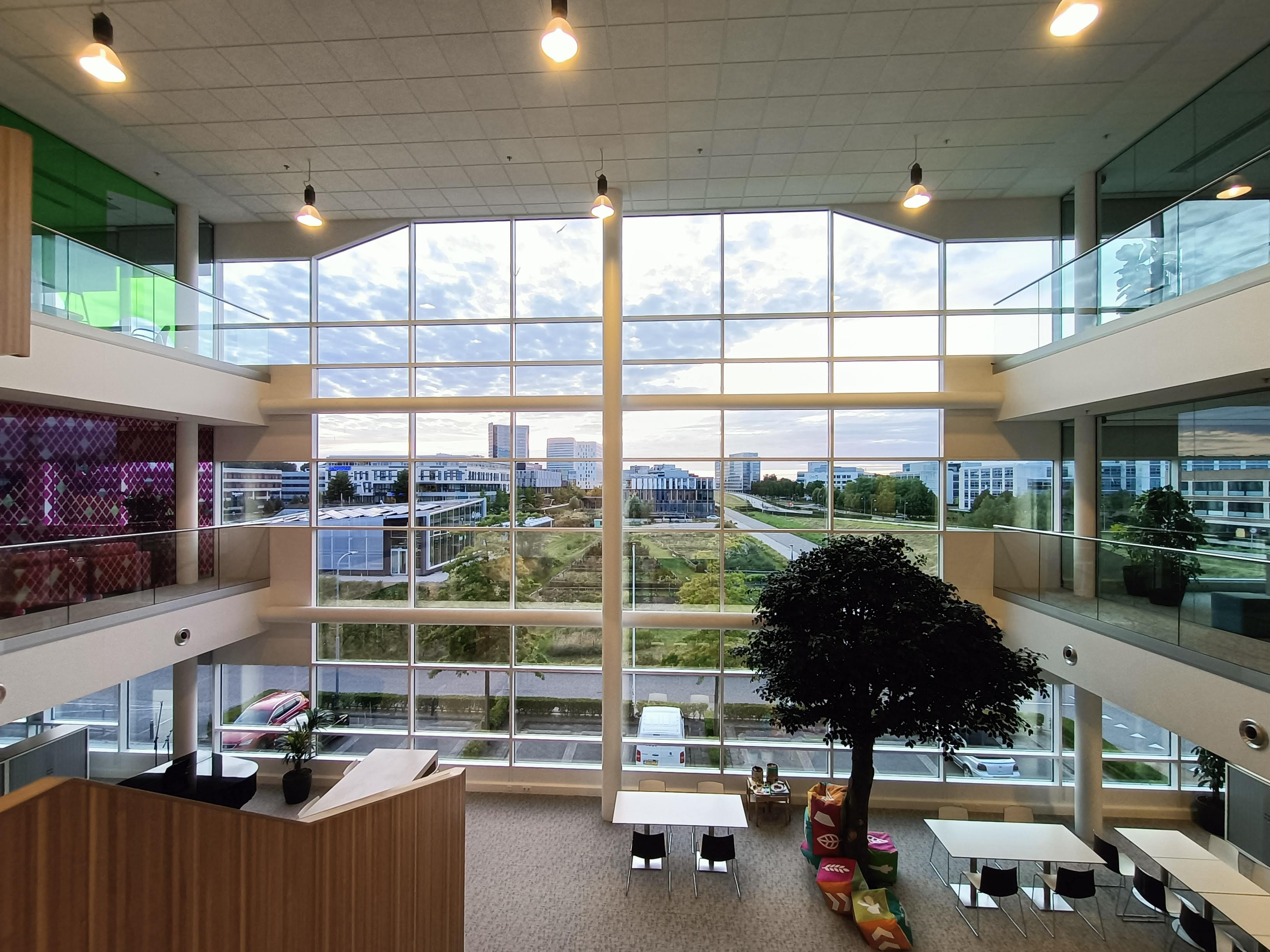
Atrium van toren B

De sociale dienst, leerplicht en de WMO afdelingen worden gehuisvest in het gebouw De Polderlanden. Deze bevindt zich midden in het winkelcentrum De Vier Meren in Hoofddorp. Al voor de sloop van het vorige raadhuis werd dit kantoorpand in het winkelcentrum gehuurd door de gemeente om diverse afdelingen te huisvesten vanwege ruimtegebrek in het oude raadhuis. Het is de bedoeling dat als het nieuwe raadhuis gereed is de huur van Polderlanden wordt opgezegd en deze afdelingen weer zich in het nieuwe raadhuis gaan bevinden. 
De tijdelijke huisvesting kost 16,6 miljoen euro.

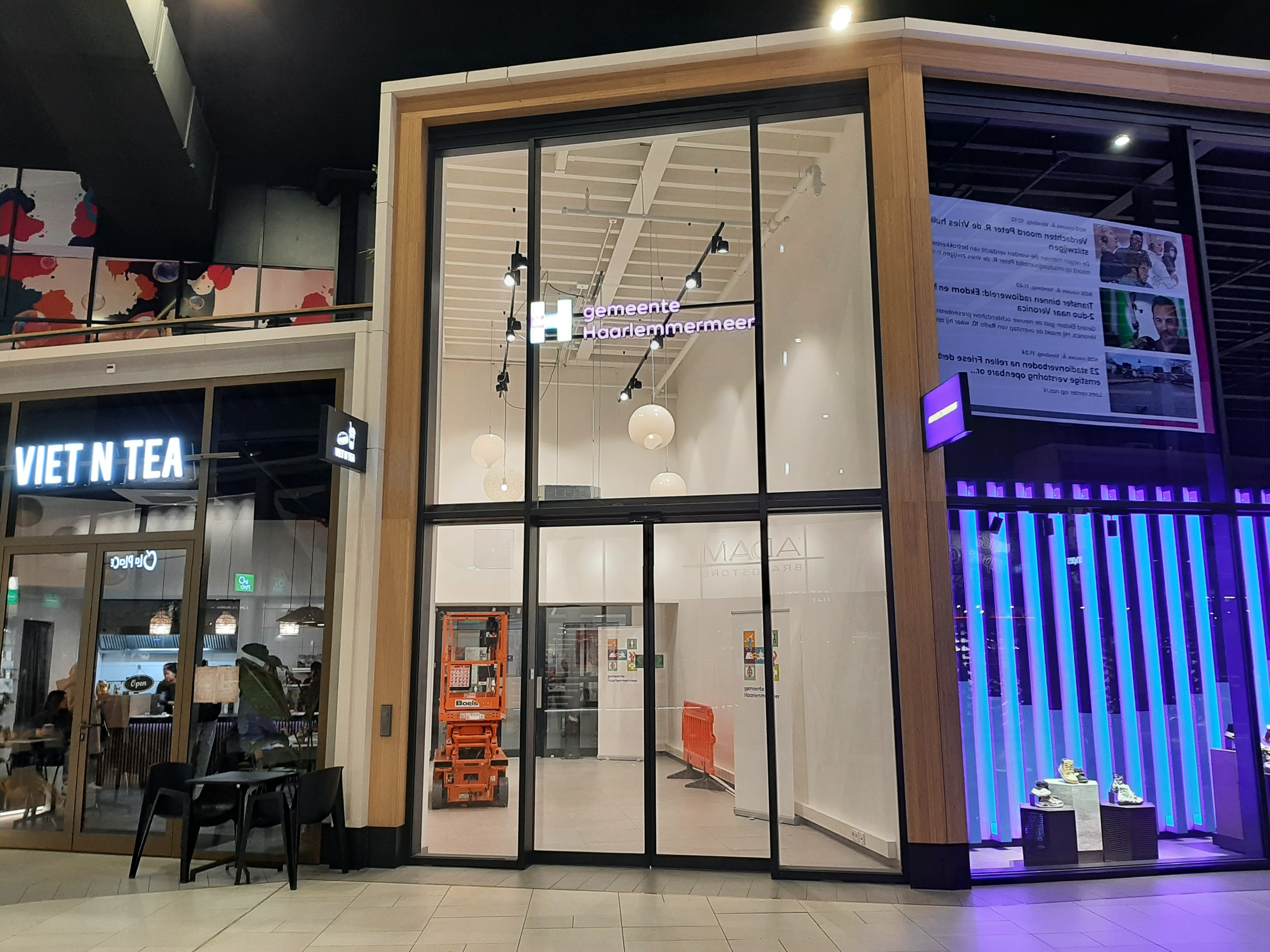
Kantoor Polderlanden in Winkelcentrum Vier Meren

### Raadhuis (2024)
Na het opstellen van het ruimtelijk, functioneel en technisch programma van eisen werd een prijsvraag uitgeschreven om een architect te selecteren die een ontwerp zal leveren voor het nieuw te bouwen gemeentehuis. Er zullen drie architecten worden gevraagd om op basis van het programma van eisen een schetsontwerp te maken, hieruit wordt door een commissie een winnend ontwerp geselecteerd. Er wordt gewenst met het ontwerp de cultuurhistorische kenmerken van de gemeente worden meegenomen. De historie van de raadzaal van het huidige raadhuis dient hiervoor onder meer als inspiratie in acht te nemen. De bouw van dit gemeentehuis had moeten aanvangen in 2022. Door de coronapandemie en overige vertragingen is dit echter niet gehaald en is het voormalige raadhuis in de winter van 2023 pas volledig gesloopt. In maart 2023 maakte het college van B&W bekend dat de bouw niet eerder zal beginnen dan 2026. Het blijkt dat er eerst kabels en leidingen in het centrum moeten verlegd. Dat levert 14 tot 23 maanden vertraging op. De gemeenteraad stemde op 16 november 2023 voor het definitief ontwerp van het nieuwe raadhuis.  

### Servicecentra
Naast het raadhuis in Hoofddorp heeft de gemeente diverse, kleinere servicecentrums verspreid over de gemeente waar inwoners terecht kunnen voor burgerzaken (ophalen en aanvragen van paspoorten, rijbewijzen, aangiftes, etc.). Deze bevinden zich in:  
- Nieuw-Vennep, Eugénie Prévinaireweg 19
- Halfweg (In het voormalige gemeentehuis van Haarlemmermliede & Spaarnwoude), Haarlemmerstraatweg 51
- Schiphol Airport (ook voor inwoners buiten de Haarlemmermeer).

Tot 2018 had de gemeente ook een servicecentrum in Badhoevedorp. Dit pand is in 2023 gesloopt. 